# Haarlem
Haarlem ou, nas suas forma portuguesas, Harlém ou Harlemo (raramente usada) é uma cidade neerlandesa, capital da província da Holanda do Norte, a qual foi em tempos uma das mais poderosas províncias da República Unida dos Países Baixos. A cidade é localizada nas margens do rio Spaarne, a cerca de 20 km oeste de Amesterdão e próximo das dunas costeiras. Durante séculos, tem sido o centro histórico da produção de bulbos de tulipas e, pela mesma razão, mantém o nome de ‘Bloemenstad’ (cidade das flores). 
Desde aproximadamente 1630, Haarlem é o maior centro de comércio de tulipas, e foi o epicentro durante a época denominada por “mania das tulipas”, quando o preço pago pelos bulbos destas flores atingiu valores exorbitantes. Quando o canal Leiden-Haarlem abriu em 1656, tornou-se popular viajar entre Roterdão e Amesterdão através de barcos de passageiros em vez dos tradicionais coches. Haarlem era uma importante paragem para os passageiros entre a segunda metade do século XVII e em todo o século XVIII, até à construção da primeira linha de comboio, paralela às rotas dos canais. Tal como Haarlem se expandiu, também os seus largos campos de bulbos de tulipas e, ainda hoje, é possível admirá-los na extensão férrea que liga Leiden a Haarlem durante a primavera.
O lema de Haarlem é em latim Vicit vim virtus, que significa “A virtude conquista a força”.
A mais antiga menção de Haarlem remonta ao século X. O nome da cidade advém de "Haarlo-heim" ou "Harulahem", que significa ‘local, de areia coberto por árvores, mais elevado do que os outros’. 
A cidade é famosa pelos seus muitos hofjes. Estas construções, geralmente rodeadas por largos jardins, consistiam na sua maioria em casa privadas fundadas para receber mulheres idosas e sozinhas. Actualmente ainda existem dezenove hofjes em Haarlem; muitos deles encontram-se abertos ao público aos fins-de-semana. A maioria dos hofjes permanece propriedade das fundações originais e mantém o mesmo princípio para o qual foram construídos: receber mulheres idosas. 

## História

### Idade Média
A menção mais antiga de Haarlem data do século X. O nome provavelmente vem de "Haarlo-heim". Este nome é composto por três elementos: haar, lo e heim. Não há muita controvérsia sobre o significado de "lo" e "heim"; em nomes de lugares em holandês antigo, lo sempre se refere a 'floresta' e heim (heem, em ou um) a 'casa' ou 'casa'. Haar, no entanto, tem vários significados, um deles correspondendo à localização de Haarlem em uma duna de areia: 'lugar elevado'. Portanto, o nome Haarlem ou Haarloheim significaria 'casa em uma duna arborizada'.
Havia um riacho chamado "De Beek", escavado nas turfeiras a oeste do rio Spaarne como um canal de drenagem. Ao longo dos séculos, Beek tornou-se um canal subterrâneo, à medida que a cidade crescia e o espaço era necessário para a construção. Com o tempo, os sedimentos começaram a se acumular e no século XIX foi aterrado. A localização da cidade era boa: ao lado do rio Spaarne e ao lado de uma estrada principal que corria do sul para o norte. No século XII era uma cidade fortificada e Haarlem tornou-se a residência dos Condes da Holanda (Holland County).
Em 1219, os cavaleiros de Haarlem foram laureados por Conde Guilherme I, por terem conquistado o porto egípcio de Damietta (ou Damiate em holandês, atual Dimyat) na quinta cruzada. Haarlem recebeu o direito de portar a espada e a cruz do Conde em seu brasão. Em 23 de novembro de 1245, Conde Willem II concedeu a Haarlem Direitos de cidade. Isso implicava uma série de privilégios, entre os quais o direito do xerife e do magistrado  de administrar a justiça, no lugar do conde. Isso permitiu um sistema judicial mais rápido e eficiente, mais adequado às necessidades da cidade em crescimento.
Após um cerco aos arredores de Kennemerland em 1270, uma muralha defensiva foi construída ao redor da cidade. Provavelmente era uma parede de terra com portões de madeira. Originalmente, a cidade começou entre Spaarne, Oudegracht, Ridderstraat, Bakenessergracht e Naussaustraat. No século XIV, a cidade se expandiu e Burgwalbuurt, Bakenes e a área ao redor de Oudegracht tornaram-se parte da cidade. As antigas defesas provaram não ser fortes o suficiente para a cidade ampliada e, no final do século XIV, um muro de 16,5 metros de altura, completo com um canal de 15 metros de largura, circundava a cidade. Em 1304, os flamengos ameaçaram a cidade, mas foram derrotados por Witte van Haemstede em Manpad.

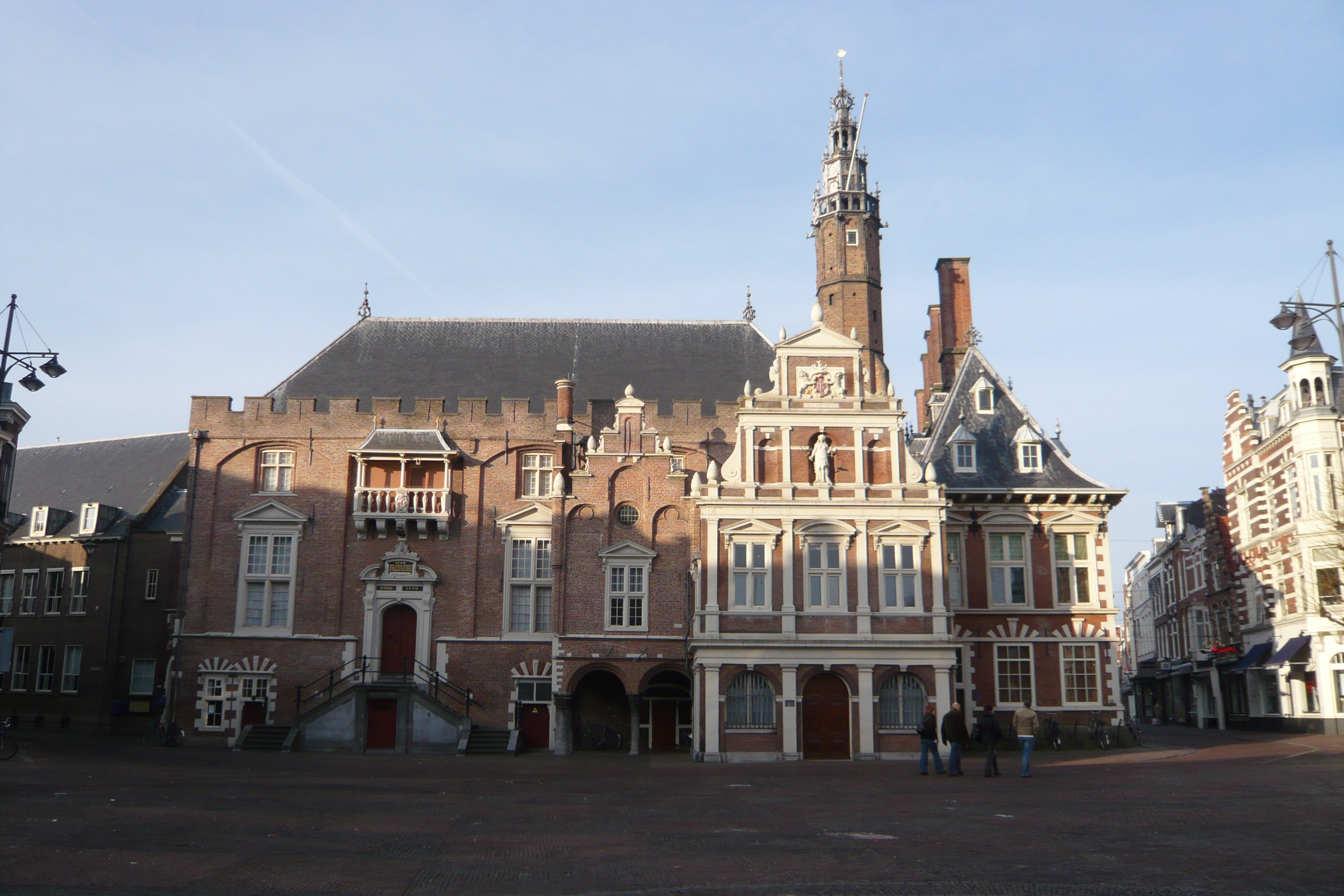
The City Hall no Grote Markt, construído no século XIV, substituindo o castelo do Conde, depois que ele pegou fogo parcialmente. Os restos mortais foram entregues à cidade.

Todas as construções da cidade eram de madeira e o fogo era um grande risco. Em 1328 quase toda a cidade foi queimada. O Sint-Bavokerk foi severamente danificado e levaria mais de 150 anos para ser reconstruído. Novamente em 12 de junho de 1347 houve um incêndio na cidade. Um terceiro grande incêndio, em 1351, destruiu muitos edifícios, incluindo o castelo do Conde e a Câmara Municipal. O conde não precisava de um castelo em Haarlem porque seu castelo em Haia (Den Haag) assumiu todas as funções.
O Conde doou o terreno para a cidade e mais tarde uma nova prefeitura foi construída lá. A forma da cidade velha era quadrada, inspirada na forma da antiga Jerusalém. Após cada incêndio, a cidade era rapidamente reconstruída, uma indicação da riqueza da cidade naqueles anos. A Peste Negra chegou à cidade em 1381. De acordo com uma estimativa de um padre de Leiden, a doença matou 5.000 pessoas, aproximadamente metade da população da época.
No século XIV, Haarlem era uma cidade importante. Foi a segunda maior cidade da Holanda histórica depois de Dordrecht e antes de Delft, Leiden, Amsterdam, Gouda e Rotterdam. Em 1429, a cidade ganhou o direito de cobrar pedágios, inclusive de navios que passavam pela cidade no rio Spaarne. No final da Idade Média, Haarlem era uma cidade próspera com uma grande indústria têxtil, estaleiros e cervejarias. Por volta de 1428 a cidade foi sitiada pelo exército de Jaqueline, Condessa de Hainaut. Haarlem ficou do lado do bacalhau nas guerras do anzol e do bacalhau e, portanto, contra Jacoba da Baviera. Toda a floresta de Haarlemmerhout foi queimada pelo inimigo.

### Cerco Espanhol

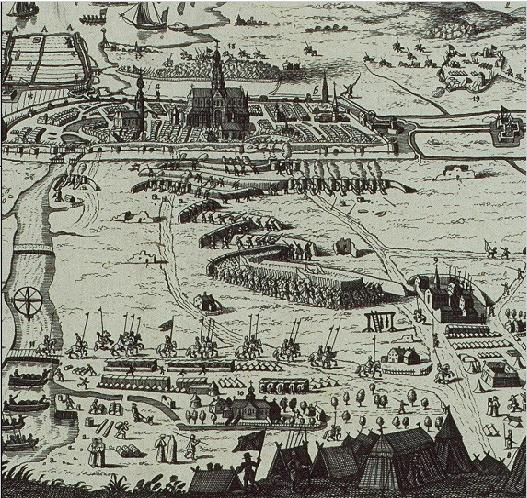
Un boceto del asedio de Haarlem visto desde el norte, con Het Dolhuys a la derecha y el río Spaarne à esquerda

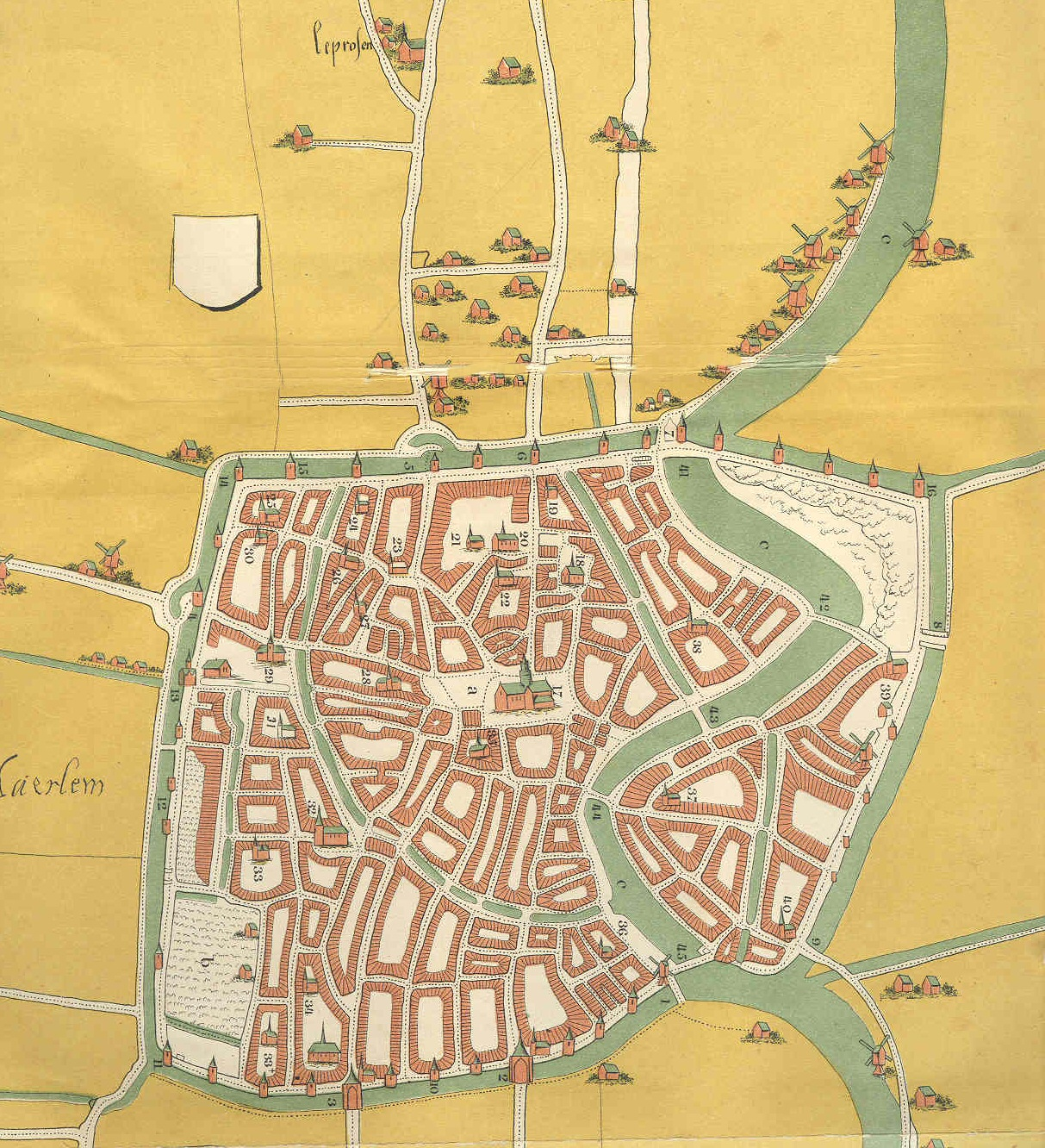
Um mapa de Haarlem por volta de 1550. A cidade é completamente cercada por uma muralha e um fosso defensivo. No norte (acima), em uma bifurcação da estrada, você pode ver o complexo conhecido como Het Dolhuys. No canto sudoeste, no canto inferior esquerdo, podem ser vistos os campos de branqueamento da cidade. Observe a forma quase quadrada da cidade: isso foi baseado no antigo plano de Jerusalém.

Quando a cidade de Brielle foi conquistada pelo exército revolucionário de Geuzen, o município de Haarlem começou a apoiar Geuzen. O rei Filipe II da Espanha não gostou e enviou um exército para o norte sob o comando de Don Fadrique (Don Federico em holandês), filho de Fernando Álvarez de Toledo, III duque de Alba. Em 17 de novembro de 1572, todos os cidadãos da cidade de Zutphen foram mortos pelo exército espanhol, e em 1º de dezembro a cidade de Naarden sofreu o mesmo destino.
Em 11 de dezembro de 1572, o exército espanhol sitiou Haarlem; as defesas da cidade eram comandadas pelo governador da cidade Wigbolt Ripperda. Kenau Simonsdochter Hasselaer, uma viúva poderosa, ajudou a defender a cidade junto com outras trezentas mulheres.
Durante os primeiros dois meses do cerco, a situação estava em equilíbrio. O exército espanhol cavou túneis para alcançar as muralhas da cidade e explodi-las; os defensores cavaram por sua vez e minaram os túneis espanhóis. A situação piorou em 29 de março de 1573: o exército de Amsterdã, leal ao rei espanhol, controlava o lago Haarlemmermeer, bloqueando efetivamente Haarlem do mundo exterior. Uma tentativa do Príncipe de Orange de destruir a marinha espanhola em Haarlemmermeer falhou. A fome na cidade cresceu e a situação ficou tão tensa que no dia 27 de maio muitos presos (leais à Espanha) foram retirados da prisão e mortos; os espanhóis já haviam roubado seus próprios prisioneiros de guerra.
No início de julho, o Príncipe de Orange reuniu um exército de 5.000 soldados perto de Leiden para libertar Haarlem. No entanto, foi impedido de acompanhá-los pessoalmente e as forças espanholas prenderam-nos no "Manpad", onde foram derrotados categoricamente. Em 13 de julho de 1573, após sete meses de cerco, a cidade se rendeu. Muitos defensores foram massacrados; alguns se afogaram no rio Spaarne. O governador Ripperda e seu lugar-tenente foram decapitados. Os cidadãos foram autorizados a comprar a liberdade para si e para a cidade por 240.000 florins holandeses e a cidade foi obrigada a abrigar uma guarnição espanhola. Don Fadrique agradeceu a Deus por sua vitória na Igreja de São Bavão. No entanto, os termos do tratado não foram cumpridos e os soldados espanhóis saquearam as propriedades dos habitantes da cidade.

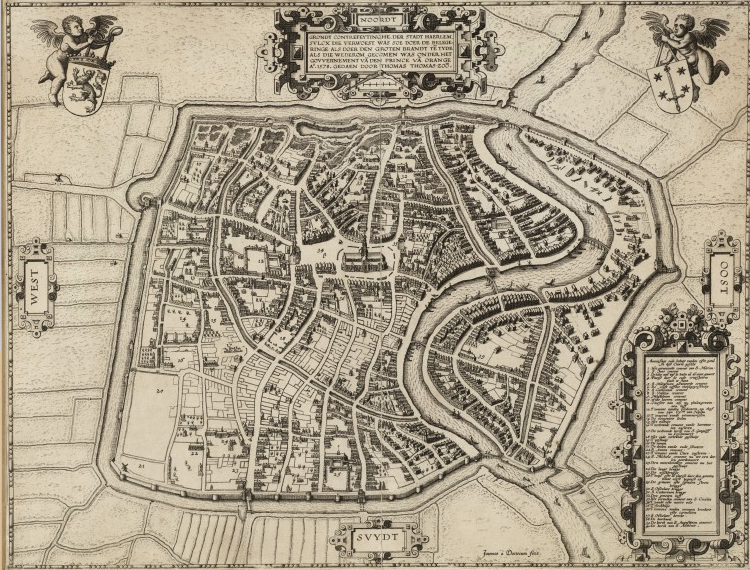
Um mapa de Haarlem após o incêndio de 1578 por Thomas Thomasz. Os danos em toda a cidade ainda podem ser vistos dois anos depois.

Apesar da última queda de Haarlem, o fato de os habitantes de Haarlem terem resistido por sete meses contra toda a formação espanhola inspirou o resto da Holanda a resistir aos invasores, e sua resistência prolongada permitiu ao Príncipe de Orange prepare-se e arme-se. o resto do país para a guerra. Cerca de 12.000 homens do exército espanhol caíram durante o cerco.

### Fogo grande
A cidade sofreu um grande incêndio na noite de 22 para 23 de outubro de 1576. O incêndio começou na cervejaria het Ankertje, perto da pesagem em Spaarne, que era usada por mercenários como local de vigilância . . Quando eles estavam se aquecendo no fogo, ficou fora de controle. O fogo foi visto por fazendeiros, que navegavam rio acima com seus barcos. No entanto, os soldados recusaram qualquer ajuda, dizendo que eles mesmos apagariam o fogo.
Isso falhou e o incêndio destruiu quase 500 edifícios, incluindo a igreja de São Gangolf e o hospital St-Elisabeth. A maioria dos mercenários foi presa posteriormente e um deles foi enforcado no Grote Markt na frente de uma grande audiência. Os mapas da época mostram claramente os danos causados pelo incêndio: uma grande faixa da cidade foi destruída. O resultado combinado do cerco e do incêndio foi que aproximadamente um terço da cidade foi destruído.

### Era Dourada

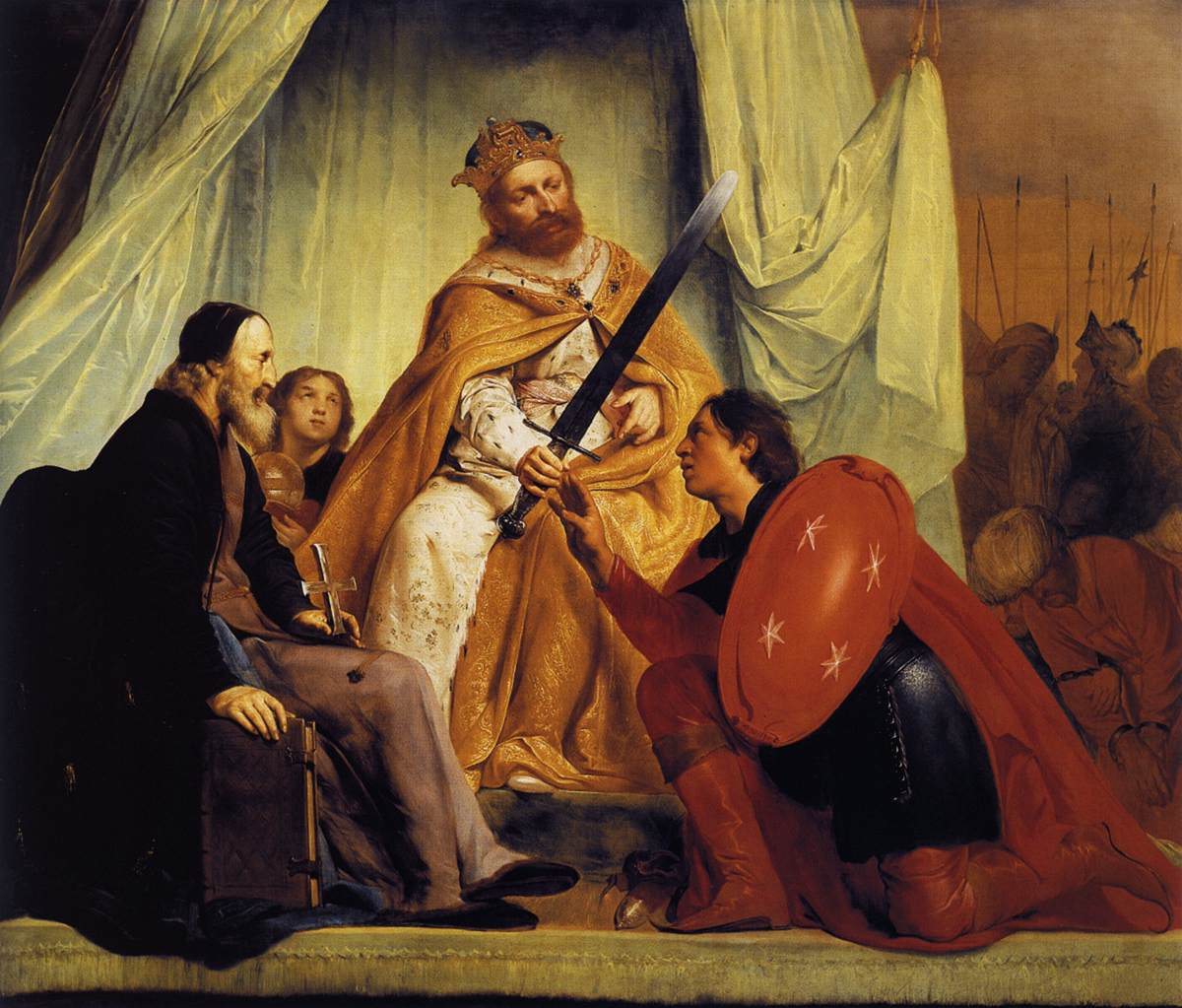
A lenda do brasão de armas de Haarlem, pintura (c. 1630) de Pieter de Grebber na Prefeitura.

O incêndio e o longo cerco afetaram a cidade. A Espanha saiu em 1577 e sob os Acordos de Veere (ou Satisfactie van Haarlem), protestantes e católicos ganharam direitos iguais, embora no governo os protestantes claramente tivessem a vantagem e as posses dos católicos uma vez apreendidas nunca foram devolvidos. Para restaurar a economia e atrair trabalhadores para os negócios de cerveja e branqueamento (Haarlem era conhecido por isso, graças à água limpa das dunas), o conselho de Haarlem decidiu promover a busca de artes e história, mostrando tolerância para a diversidade entre crenças religiosas . .
Isso atraiu um grande fluxo de imigrantes flamengos e franceses (tanto católicos quanto huguenotes) fugindo da ocupação espanhola de suas próprias cidades. Os planos de expansão logo suplantaram os planos de reconstrução das muralhas destruídas da cidade. Como o resto do país, a Era de Ouro das Províncias Unidas havia começado.

#### Linho e seda

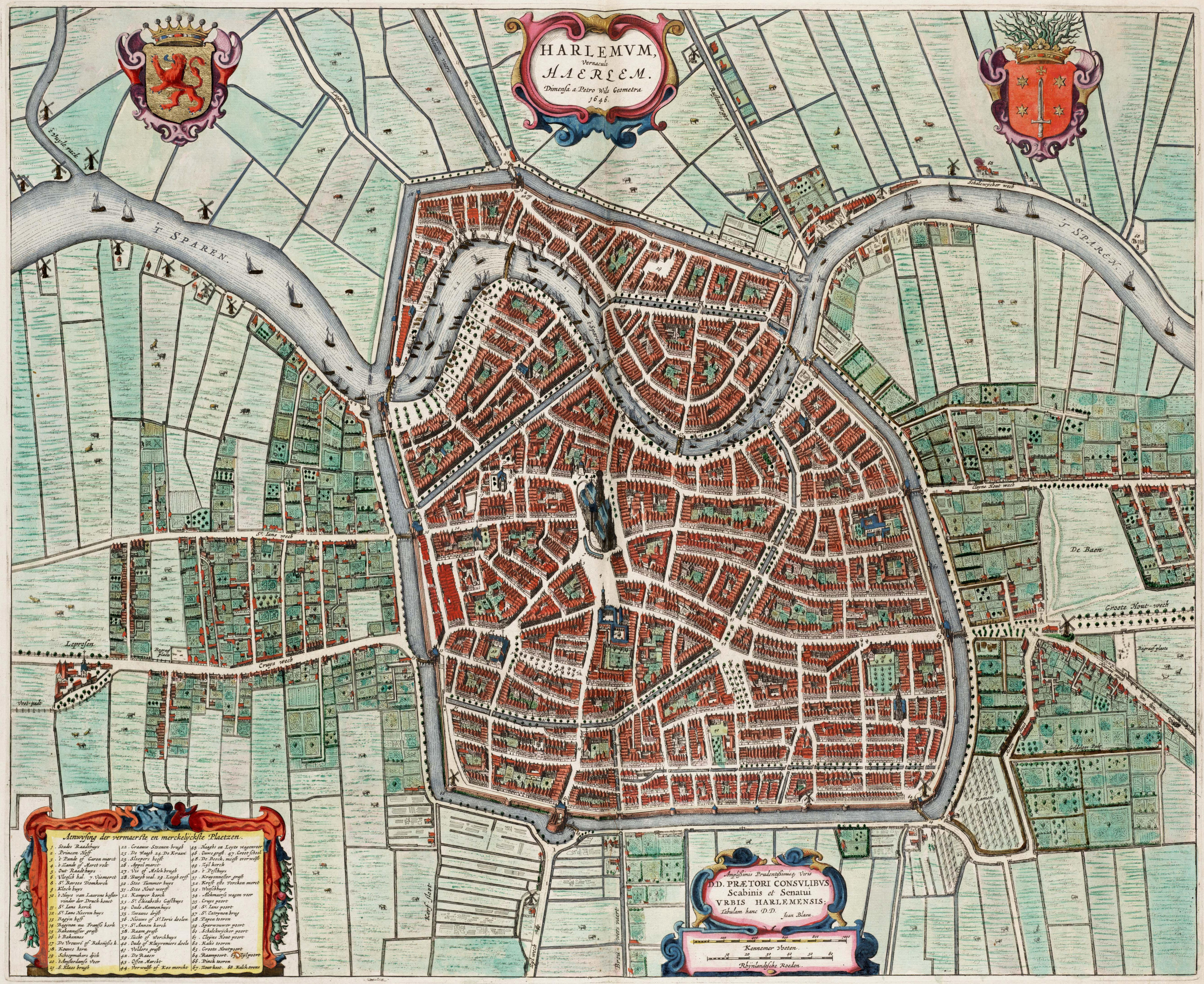
Um mapa de Haarlem em 1646, antes do ambicioso plano de expansão para o norte de [Salomon de Bray] ser executado. O norte está à esquerda. O Houtmarkt foi construído no nordeste, e o Haarlemmerport é visível, assim como o Old Men's Almshouse, que hoje abriga o Frans Hals Museum.

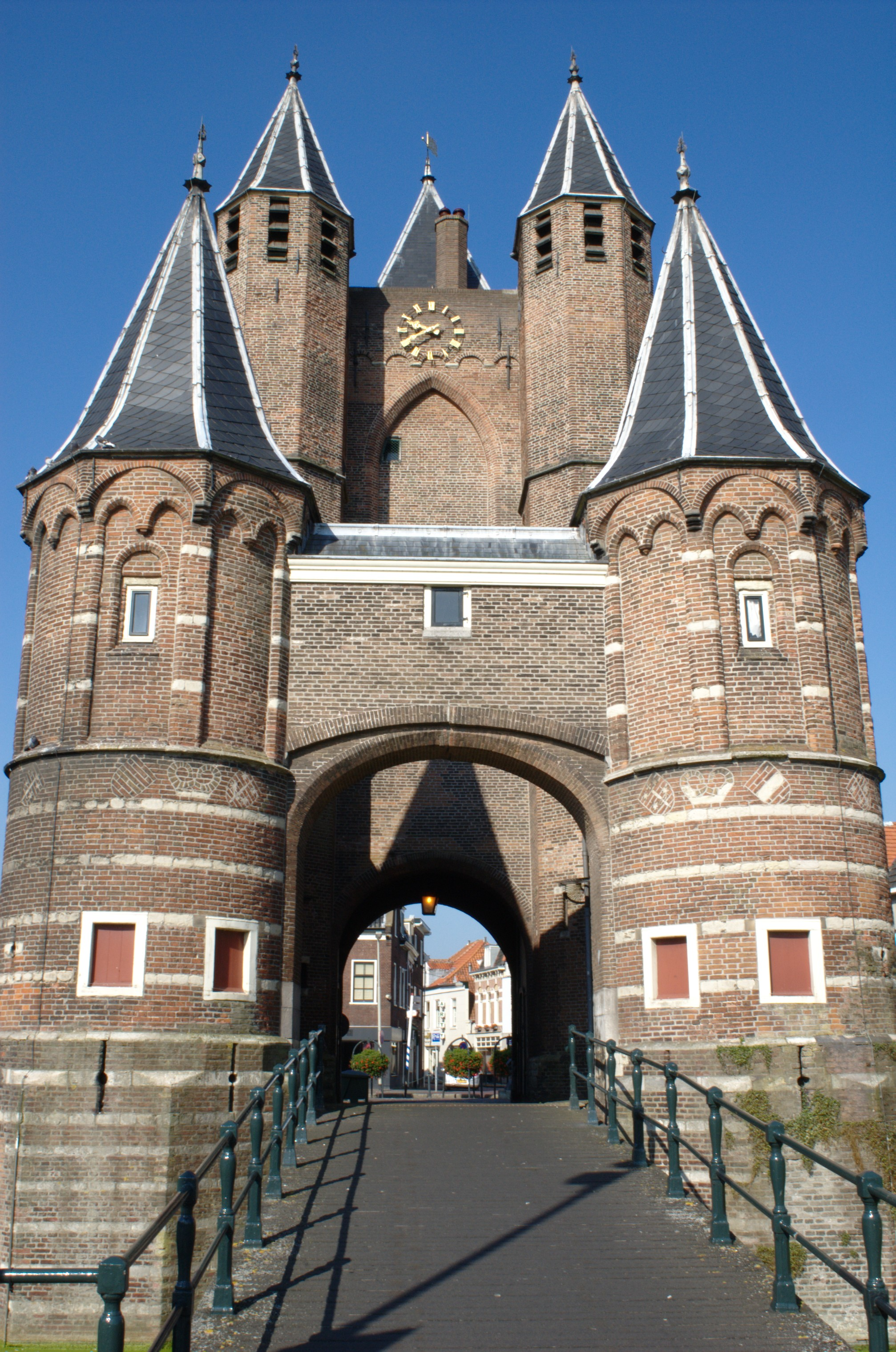
O Amsterdamse Poort, a antiga porta de entrada para a cidade de Amsterdã, é um dos poucos vestígios visíveis remanescentes da antiga muralha da cidade.

Os novos cidadãos eram altamente experientes na fabricação e comércio de linho e seda, e a população da cidade cresceu de 18.000 em 1573 para cerca de 40.000 em 1622. Em um ponto, em 1621, mais de 50% da população era de origem flamenga. As roupas de Haarlem tornaram-se notáveis e a cidade floresceu. Hoje você pode ter uma impressão de alguns desses comerciantes têxteis originais do documento Livro dos Negócios criado por Jan Luyken e seu filho.

#### Infraestrutura

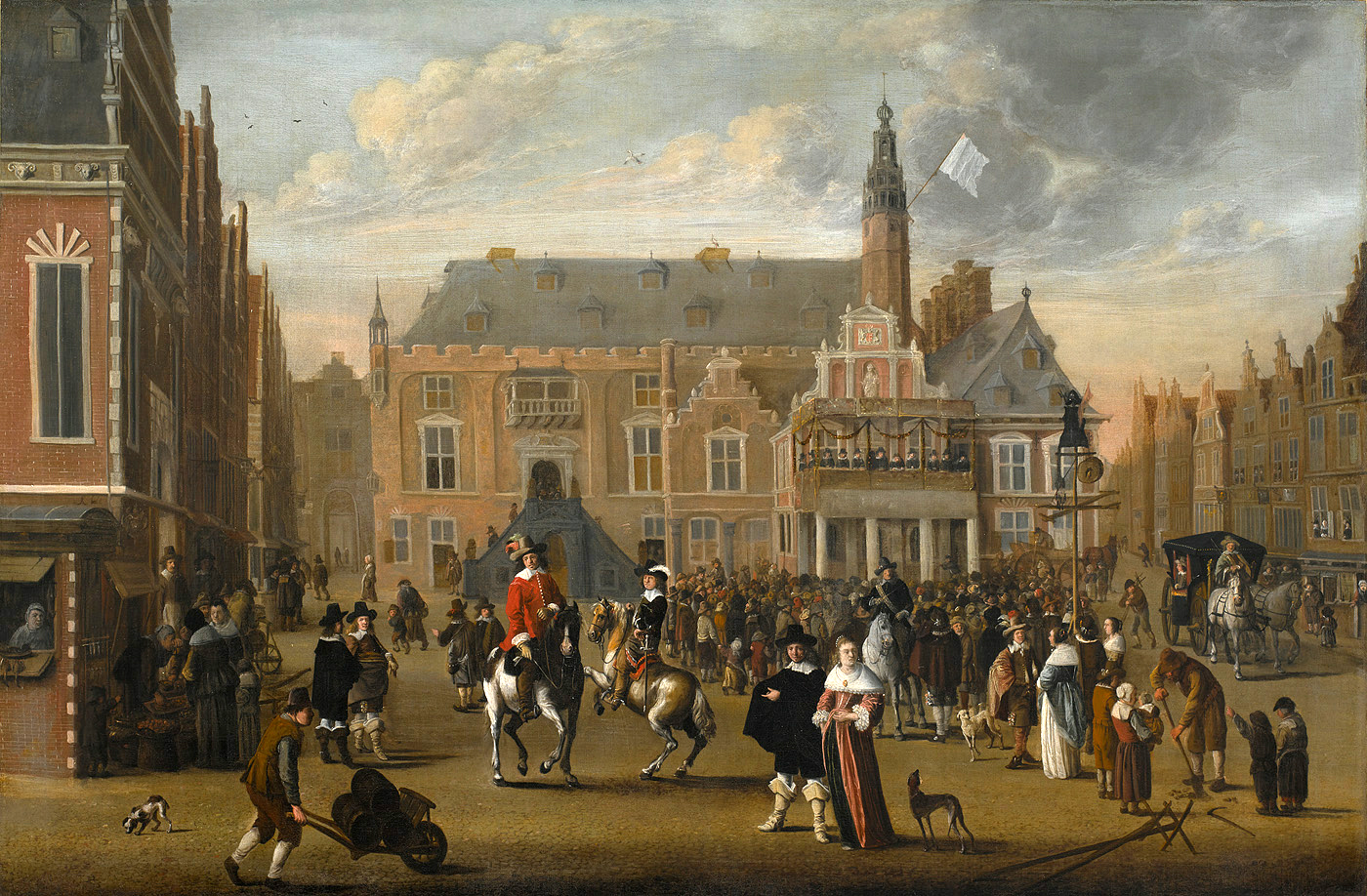
Praça do mercado de Haarlem durante uma festa, por Cornelis Beelt, c. 1670–90

Em 1632, um canal de reboque foi aberto entre Haarlem e Amsterdã, o Haarlemmertrekvaart, o primeiro canal de reboque do país. Os espaços vazios da cidade em consequência do incêndio de 1576 foram preenchidos com novas casas e edifícios. Mesmo fora dos muros da cidade foram construídos edifícios; em 1643, cerca de 400 casas foram contadas fora da muralha.
Ter edifícios fora dos muros da cidade não era uma situação desejável para a administração da cidade. Não apenas porque esses edifícios seriam vulneráveis no caso de um ataque à cidade, mas também havia menos controle sobre impostos e regras da cidade fora dos muros. Assim, um grande projeto foi iniciado em 1671: expandir a cidade para o norte.
Dois novos canais foram cavados e uma nova parede defensiva (hoje "Staten en Prinsenbolwerk") foi construída. Dois antigos portões da cidade, Janspoort e Kruispoort, foram demolidos. A ideia de que uma cidade deveria ser quadrada foi abandonada.

#### Vida cultural
Após a queda de Antuérpia, muitos artistas e artesãos migraram para Haarlem e receberam encomendas do conselho de Haarlem para decorar a prefeitura. As pinturas encomendadas destinavam-se a mostrar a gloriosa história de Haarlem, bem como os gloriosos produtos de Haarlem. A vida cultural de Haarlem prosperou, com pintores como Frans Hals e Jacob van Ruisdael, o arquiteto Lieven de Key e Jan Steen fazendo muitas pinturas em Haarlem.
Os conselheiros de Haarlem foram bastante criativos em sua propaganda para promover sua cidade. Em Grote Markt, a praça do mercado central, há uma estátua de Laurens Janszoon Coster que é supostamente o inventor da impressão. Esta é a segunda e maior estátua dele na praça. O original está localizado atrás da prefeitura no pequeno jardim conhecido como Hortus (onde hoje está localizada a escola Stedelijk Gymnasium).
A maioria dos estudiosos concorda que poucas evidências parecem apontar para Johann Gutenberg como o primeiro inventor europeu da imprensa, mas os filhos de Haarlem aprenderam sobre "Lau", como é conhecido até o século XX. No entanto, essa lenda serviu bem aos impressores de Haarlem, e é provavelmente por essa razão que os livros de história holandeses mais notáveis do período da Idade de Ouro holandesa foram publicados em Haarlem; por Hadrianus Junius (Batavia), Dirck Volkertszoon Coornhert (Obras), Karel van Mander (Schilderboeck), Samuel Ampzing (Descrição e Ode a Haarlem), Petrus Scriverius (Batavia Illustrata) e Pieter Christiaenszoon Bor (Origem das Guerras Holandesas).

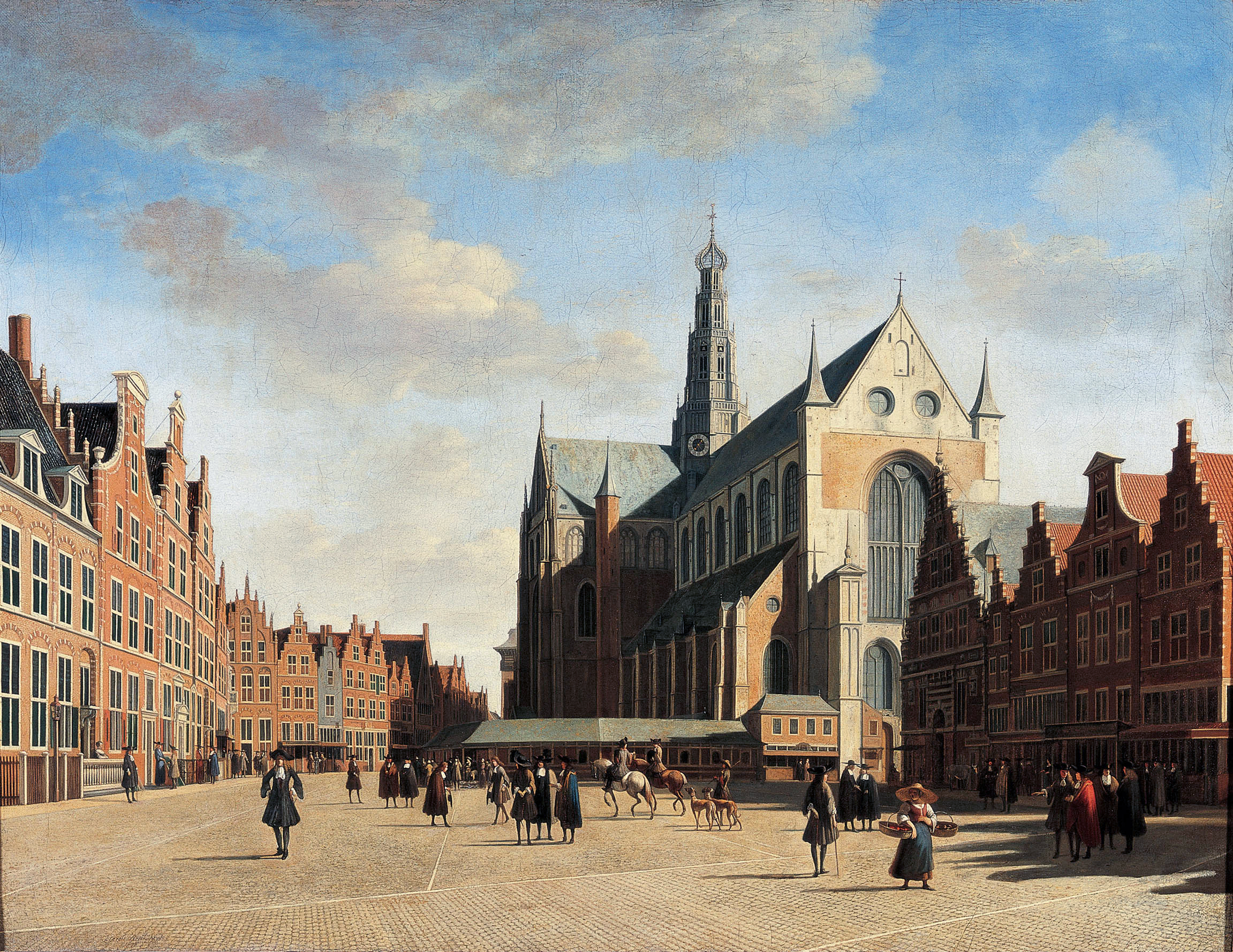
O Grote Markt em 1696, pintura de Gerrit Adriaensz. berckheyde

#### Preparando
A fabricação de cerveja era uma indústria muito importante em Haarlem. Até o século XVI, a água para a cerveja era retirada dos canais da cidade. Estes foram, através do Spaarne e do IJ, conectados à água do mar. No entanto, a água dos canais estava ficando cada vez mais poluída e não era mais adequada para a fabricação de cerveja. Em seguida, um local a 1,5 km a sudoeste da cidade foi usado para obter água potável.
No entanto, a qualidade dessa água também não era boa o suficiente. Desde o século XVII, um canal (Santvaert) foi usado para transportar água das dunas para a cidade. A água era transportada em barris nos navios. O local onde a água foi retirada é chamado Brouwerskolkje, e o canal até ele ainda existe, e agora é chamado de Canal dos Brewers (Brouwersvaart).
Haarlem era um grande produtor de cerveja na Holanda. A maior parte da cerveja que produzia era consumida na Holanda do Norte. Durante o cerco espanhol, havia cerca de 50 empresas cervejeiras na cidade; enquanto 45 anos depois, em 1620, a cidade tinha cerca de cem cervejarias.
Houve outra epidemia de Peste Negra em 1657, que teve um grande impacto nos seis meses em que devastou a cidade. A partir de finais do século XVII a situação económica da cidade azedou, durante muito tempo. Em 1752, restavam apenas sete cervejarias e, em 1820, nenhuma cervejaria estava mais registrada na cidade. Na década de 1990, Stichting Haarlems Biergenootschap reviveu algumas das antigas receitas sob a nova marca de cerveja Jopen, que é comercializada como "Haarlem bier". Em 2010, Jopen abriu uma cervejaria em uma antiga igreja no centro de Haarlem chamada Jopenkerk. Em 2012, Haarlem ganhou uma nova cervejaria local com Uiltje Bar em Zijlstraat, especializada em cervejas artesanais.

#### Tulip Center
Desde a década de 1630 até o presente, Haarlem tem sido um importante centro do comércio de tulipas e esteve no epicentro durante a mania das tulipas, quando preços exorbitantes foram pagos por tulipas bulbos. Desde que o canal Leiden-Haarlem Leidsevaart foi aberto em 1656, tornou-se popular viajar de Roterdã para Amsterdã em um navio de passageiros em vez de ônibus. Os canais foram cavados apenas para o serviço de passageiros e eram confortáveis, embora lentos. O towpath transportou esses passageiros pelos campos de bulbos ao sul de Haarlem.
Haarlem foi uma importante escala para passageiros desde a última metade do século XVII e durante o século XVIII até a construção das primeiras ferrovias ao longo das rotas dos antigos sistemas de canais de passageiros. Como Haarlem se espalhou lentamente para o sul, o mesmo aconteceu com os campos de bulbos, e até hoje os viajantes de trem entre Roterdã e Amsterdã verão belos campos de bulbos de flores no trecho entre Leiden e Haarlem na primavera.

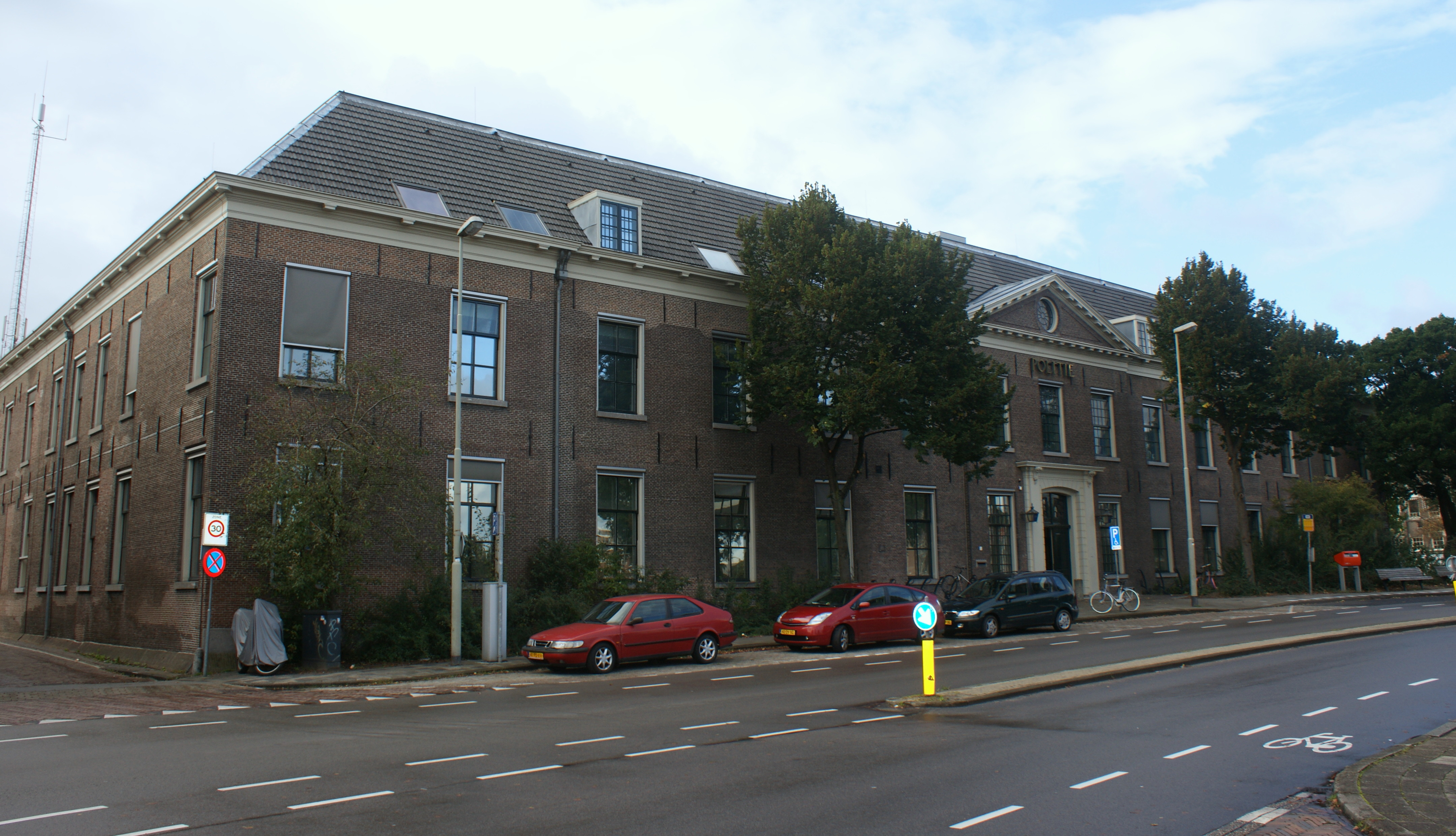
Muitos edifícios de propriedade do governo são patrimônios nacionais, como a sede da polícia local localizada em Koudenhorn 2. Originalmente construído como o "Reforma Holandesa Diaconie" (casa pobre e orfanato) em 1768, foi construída para abrigar até 900 pessoas, indicando a extensão da crise econômica em Haarlem, que resultou da perda de energia marítima para Amsterdã.

### Século XVIII

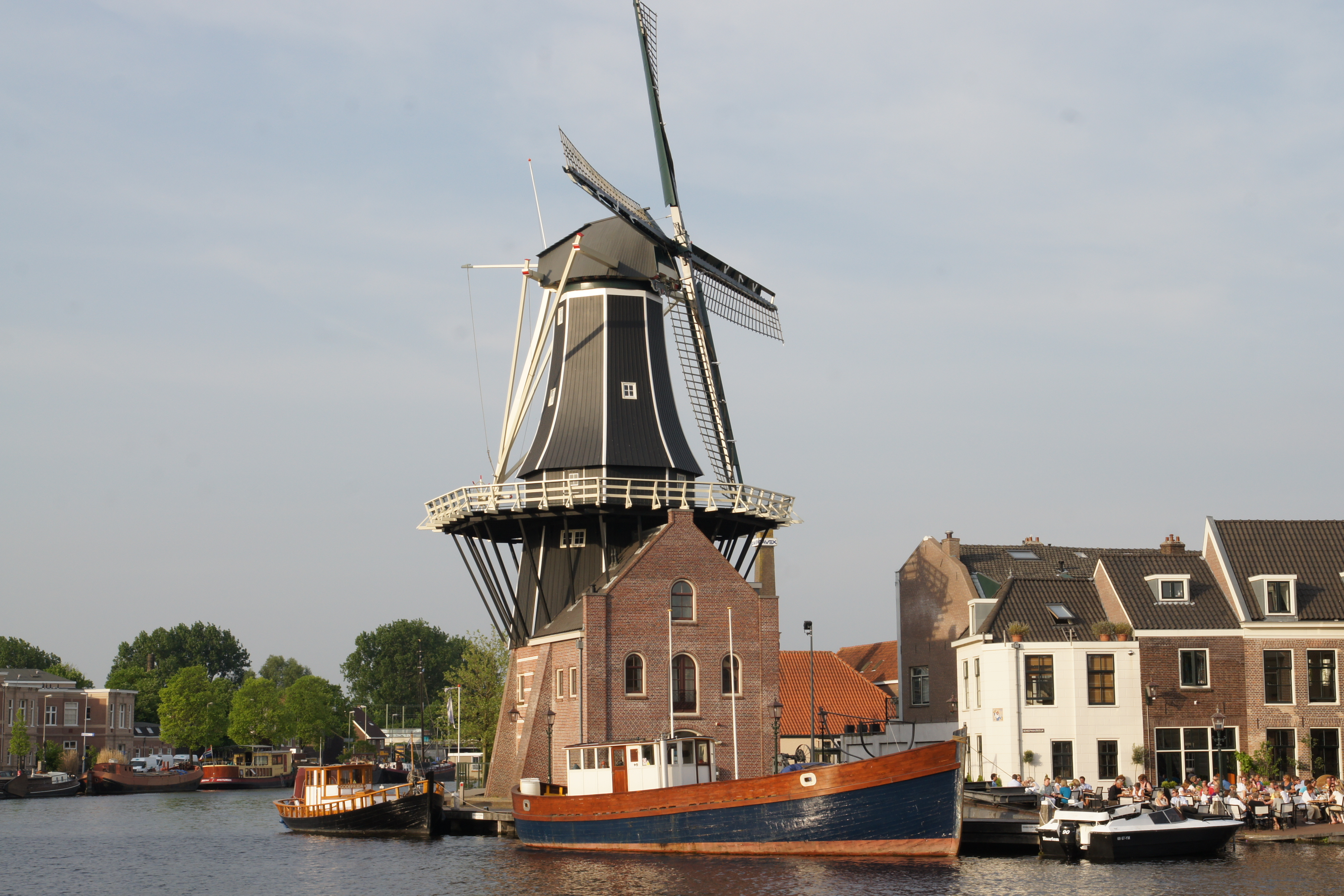
Moinho de vento De Adriaan

Como o centro do comércio gravitou em direção a Amsterdã, Haarlem declinou no século XVIII. A idade de ouro criou uma grande classe média alta de proprietários de pequenos negócios e comerciantes prósperos. Aproveitando a conexão confiável trekschuit entre Amsterdã e Haarlem, muitas pessoas tinham um endereço comercial em Amsterdã e uma casa de fim de semana ou verão em Haarlem.
Haarlem tornou-se cada vez mais uma comunidade-dormitório, já que a população cada vez mais densa de Amsterdã tornava os canais fedidos no verão. Muitos cavalheiros ricos mudaram suas famílias para casas de veraneio na primavera e viajaram entre as direções. Locais populares para casas de veraneio ficavam ao longo de Spaarne, no sul de Haarlem. Pieter Teyler van der Hulst e Henry Hope construíram casas de verão lá, assim como muitos comerciantes e vereadores de Amsterdã. Hoje ainda é possível viajar de barco no Spaarne e isso se tornou uma forma popular de turismo nos meses de verão. No século XVIII, Haarlem tornou-se a sede de uma sufragânea diocese da Antiga Igreja Católica da Holanda (Antiga Igreja Católica de Utrecht).

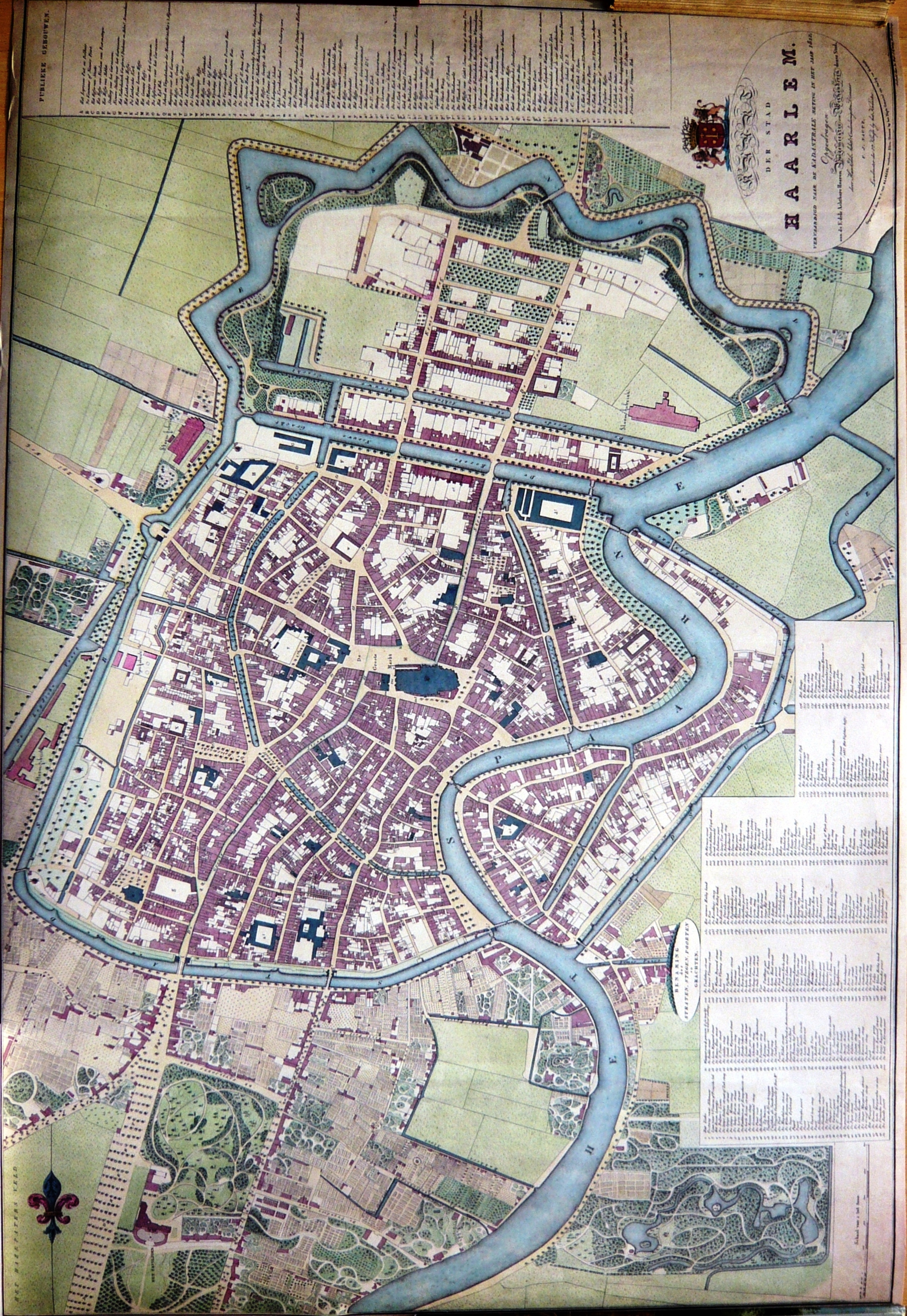
Um mapa de Haarlem em 1827. As muralhas da cidade foram derrubadas para serem usadas como materiais de construção para a expansão da cidade.

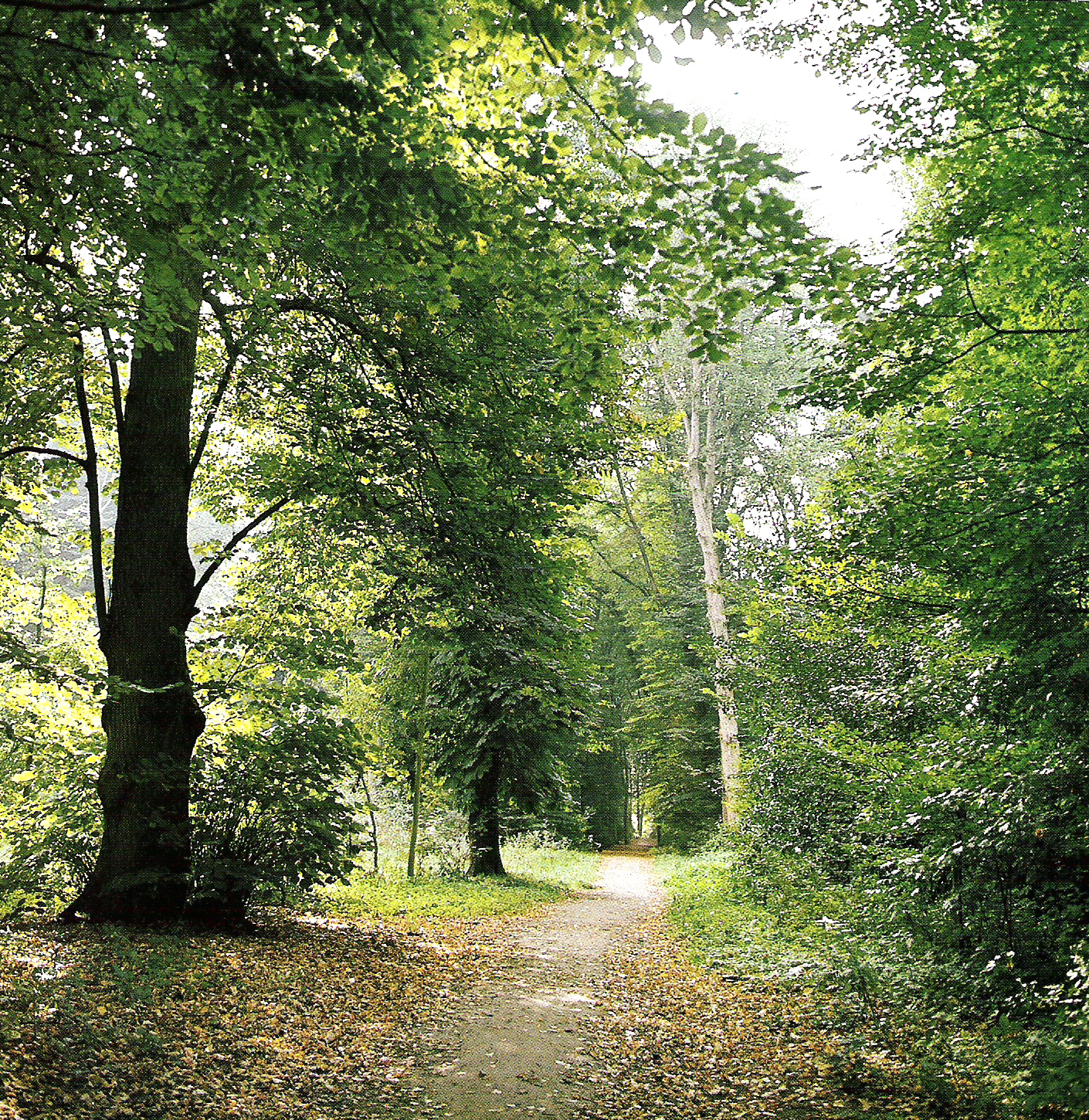
O Haarlemmerhout em Haarlem é o parque mais antigo projetado para acesso público na Holanda. Diz-se que o exército de Napoleão esculpiu suas iniciais nessas árvores.

A Villa Welgelegen, construída no século XVIII, é a atual casa do governo da província de Holanda do Norte.

### Regra Francesa
No final do século XVIII, várias comissões anti-Orange foram fundadas. Em 18 de janeiro de 1795, o exército "Staatse" foi derrotado perto de Woerden. Durante a noite anterior ao dia 19, a mesma noite em que o governante Guilherme V de Orange fugiu do país, as várias comissões se reuniram e implementaram uma revolução. As comissões mudaram os administradores da cidade em uma revolução sem derramamento de sangue e, na manhã seguinte, a cidade foi "libertada" da tirania da Casa de Orange. A revolução foi pacífica e as pessoas leais a Orange não foram prejudicadas. Então a República da Batávia foi proclamada.
O exército francês entrou na cidade libertada dois dias depois, em 20 de janeiro. Os cidadãos forneceram comida e roupas para um exército de 1.500 soldados. O novo governo nacional foi fortemente centralizado e o papel e a influência das cidades foram reduzidos. A República da Batávia havia assinado um pacto de defesa mútua com a França e, portanto, estava automaticamente em guerra com a Inglaterra. A forte presença inglesa no mar reduziu severamente as oportunidades comerciais e a economia holandesa sofreu com isso.

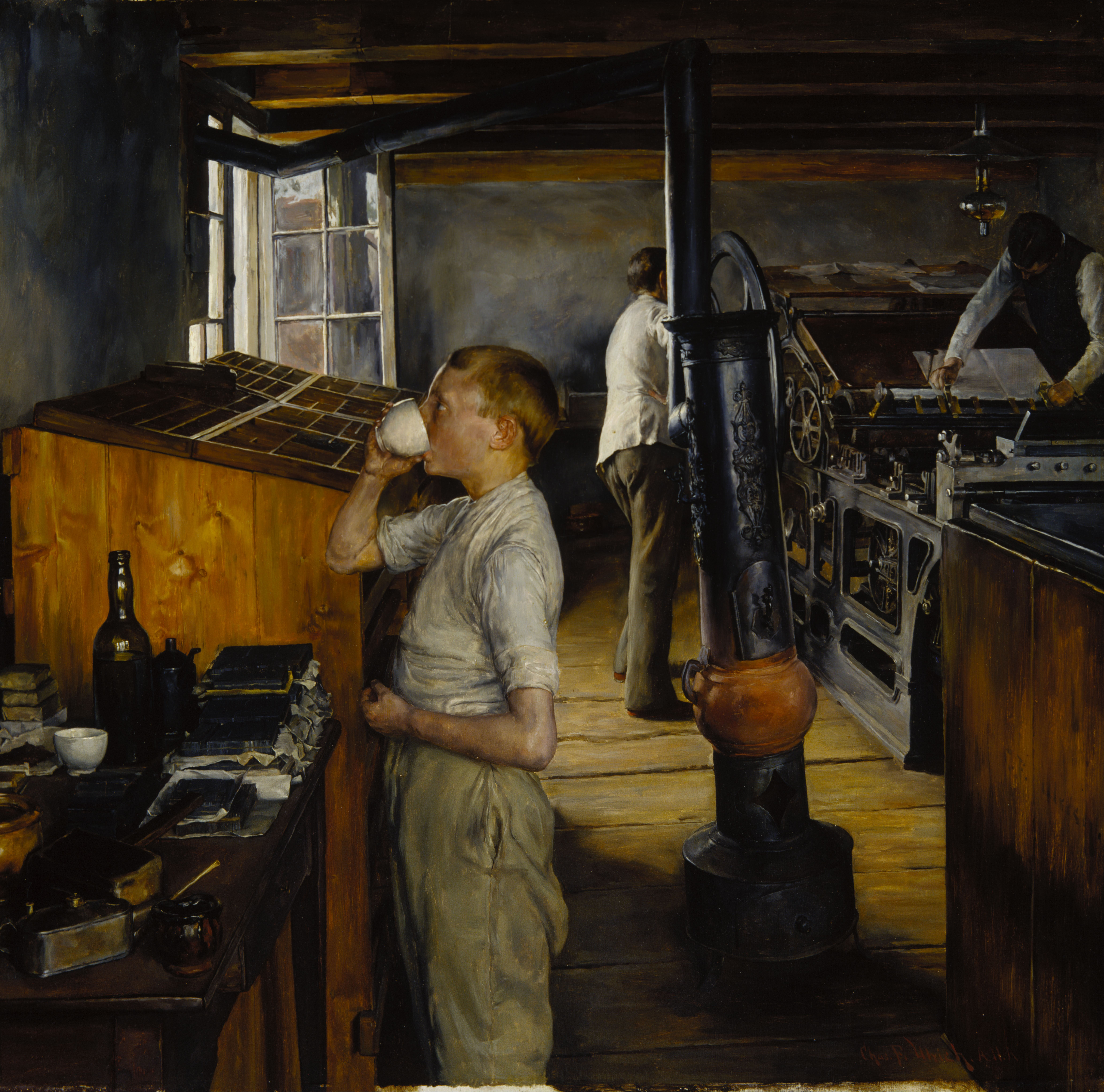
Um tipógrafo na Joh. Enschedé Press (anteriormente localizado atrás da Igreja de São Bavão) em 1884, pelo artista americano Charles Frederic Ulrich

### Século XIX
A indústria têxtil, que sempre foi um pilar importante da economia de Haarlem, estava em más condições no início do século XIX. A forte concorrência internacional e os revolucionários novos métodos de produção baseados em motores a vapor já em uso na Inglaterra, desferiram um duro golpe na indústria de Haarlem. Em 1815 a população da cidade era de cerca de 17.000 pessoas, uma grande porcentagem das quais eram pobres. A fundação do Reino Unido dos Países Baixos naquele ano deu esperança a muitos, que acreditavam que sob um novo governo a economia se recuperaria e que as atividades econômicas voltadas para a exportação, como a indústria têxtil, se recuperariam.
No início do século XIX, os muros de defesa perderam sua função e o arquiteto Zocher Jr. projetou um parque no local da antiga linha de defesa. As muralhas e portões da cidade foram demolidos e os tijolos reutilizados para a construção de casas e fábricas para os trabalhadores. Haarlem tornou-se a capital provincial da província da Holanda do Norte no início do século XIX.
Em meados do século XIX, a economia da cidade começou a melhorar lentamente. Novas fábricas foram abertas e Thomas Wilson, Guillaume Jean Poelman, J.B.T. Previnaire, J.J. Beijnes, Hendrik Figee, Gerardus Johannes Droste e G.P.J. Beccari.

#### Moinhos de algodão

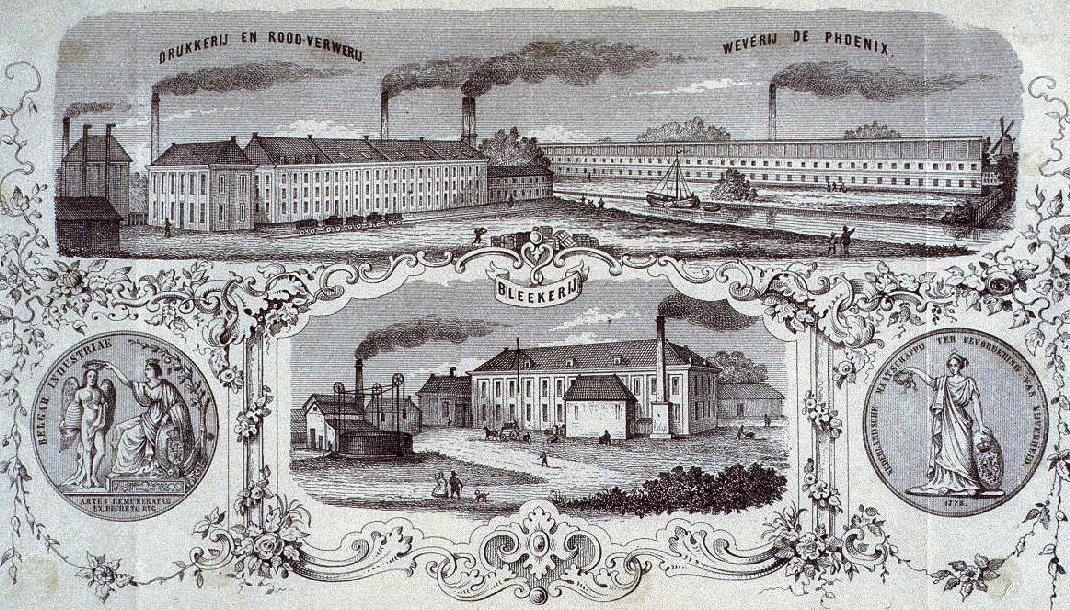
Moinhos de algodão em Haarlem no século XIX

A Nederlandsche Handel-Maatschappij (NHM ou Dutch Trading Company) foi fundada pelo rei Willem I para criar oportunidades de emprego. Como uma das cidades economicamente mais desfavorecidas na parte ocidental da Holanda, três fábricas de algodão foram criadas em Haarlem sob o programa NHM na década de 1830. Elas eram administradas por especialistas do sul da Holanda, considerados os melhores em mecânica tecendo pelo NHM através da experiência local de Lieven Bauwens.
Os sortudos vencedores do contrato foram Thomas Wilson, cuja fábrica estava localizada ao norte do que hoje é Wilsonplein, Guillaume Jean Poelman, que fez negócios com seu sobrinho Charles Vervaecke de Ghent e tinha uma fábrica no que hoje é Phoenixstraat, e Jean Baptiste Theodore Prévinaire, que tinha uma fábrica em Garenkokerskade e cujo filho Marie Prosper Theodore Prévinaire criou o Haarlemsche Katoenmaatschappij em 1875.
Essas fábricas de algodão produziam mercadorias para exportação e, como o governo holandês cobrava pesados impostos dos produtores de algodão estrangeiros, esse era um negócio lucrativo para as fábricas da NHM, especialmente para exportação para as Índias Orientais Holandesas. O programa começou na década de 1830 e foi inicialmente bem-sucedido, mas depois de 1839, quando a Bélgica se separou do Reino Unido dos Países Baixos, as medidas protecionistas para o mercado e os negócios das Índias Orientais Holandesas foram removidas. Quando a Guerra Civil Americana reduziu significativamente a importação de algodão cru depois de 1863, os negócios azedaram. Apenas Prévinaire conseguiu sobreviver através da especialização com seu corante "Turkish Red". O "toile Adrinople" de Prévinaire era popular. O filho de Prévinaire criou o Haarlemsche Katoenmaatschappij, que fazia uma espécie de tecido de imitação batik chamado "La Javanaise" que tornou-se popular no Congo Belga.

#### Trem e bonde

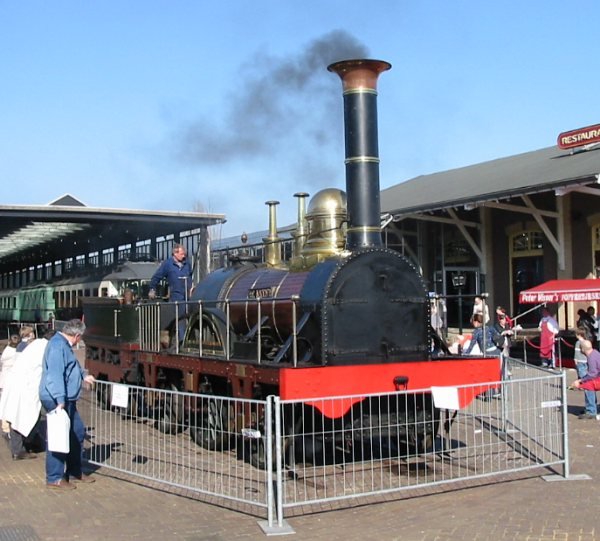
Uma réplica da Arend, uma das duas locomotivas construídas por R. B. Longridge and Company para a linha ferroviária Haarlem-Amsterdam na década de 1830.

Na Inglaterra, em 1804, Richard Trevithick projetou a primeira locomotiva. O governo da Holanda foi relativamente lento para recuperar o atraso, embora o rei temesse a concorrência da recém-estabelecida Bélgica se eles construíssem uma ferrovia entre Antuérpia e outras cidades. O parlamento holandês se opôs ao alto nível de investimento exigido, mas um grupo de investidores privados iniciou o Hollandsche IJzeren Spoorweg-Maatschappij em 1º de junho de 1836.
Demorou três anos para construir a primeira ferrovia, entre Haarlem e Amsterdã ao longo do antigo canal de reboque chamado Haarlemmertrekvaart. O chão ali era úmido e lamacento. Em 20 de setembro de 1839, o primeiro serviço trem começou na Holanda. O trem tinha uma velocidade de aproximadamente 40 km/h (25 mph). O serviço ferroviário deu à empresa Beijnes e, indiretamente, a toda a economia de Haarlem, um forte impulso, e os efeitos disso podem ser vistos na estação ferroviária de Haarlem, agora um monumento rijks. Em vez de mais de duas horas, Amsterdã estava agora a apenas 30 minutos de distância.
O antigo serviço de passageiros trekschuit ao longo do Haarlemmertrekvaart foi rapidamente desativado em favor do serviço ferroviário mais rápido e confiável. Em 1878, um bonde puxado a cavalo feito em Beijnes começou a transportar passageiros da estação ferroviária para o Haarlemmerhout parque arborizado e, em 1894, o Eerste Nederlandsche Electrische Tram Maatschappij (ENET) com carros construídos por Beijnes e se tornou o primeiro tram elétrico holandês, operando em Haarlem de 1899 em diante.

#### Gestão de água
Embora o antigo canal esteja fechado ao tráfego marítimo hoje, graças a esses primeiros desenvolvimentos ferroviários, ainda é possível viajar de barco de Amsterdã a Haarlem, através do ringvaart ou do Canal do Mar do Norte. Os passeios de barco no verão se tornaram uma grande atração turística em Haarlem, embora não seja possível percorrer todos os canais antigos como em Amsterdã. A criação de novas terras no Haarlemmermeer de 1852 significou que a cidade não poderia mais resfriar a água em seus canais usando o rio Spaarne. O aumento da indústria piorou ainda mais a qualidade da água e, em 1859, o Oude Gracht, um canal da cidade, fedia tanto no verão que foi aterrado para criar uma nova rua chamada Gedempte Oude Gracht.

#### Expandir bordas
Começando em 1879, a população da cidade quase dobrou em trinta anos, de 36.976 para 69.410 em 1909. Não apenas a população cresceu, mas a cidade também se expandiu rapidamente. O distrito de Leidsebuurt foi incorporado a Haarlem na década de 1880. Uma pequena parte do (agora extinto) município de Schoten (Schoten, Holanda) foi incorporado em 1884 porque o conselho de Haarlem queria ter o hospital (Het Dolhuys) dentro os limites municipais. Este hospital estava situado em "het bolwerk" no território de Schoten.

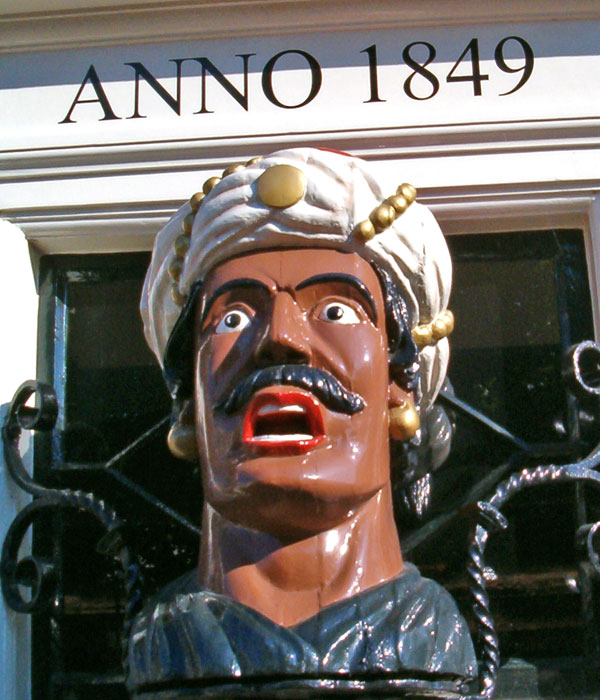
Este Gaper está localizado na frente de "Van der Pigge", uma farmácia que se recusou a mudar por causa da nova loja de departamentos Vroom & Dreesmann em 1932.

### Início do século XX
No início do século XX, a cidade se expandiu para o norte. Já em 1905, o município de Haarlem apresentou um plano oficial para a expansão. No entanto, os municípios vizinhos não concordaram e levaria 25 anos para chegar a um acordo. Em 1º de maio de 1927, o município de Schoten tornou-se parte de Haarlem, bem como parte de Spaarndam, Bloemendaal e Heemstede. A população aumentou repentinamente com 31.184 cidadãos.
Em 1908, uma estação de trem reformada foi inaugurada. A estação era elevada, de modo que o tráfego na cidade não era mais prejudicado pelos cruzamentos ferroviários. Em 1911, Anthony Fokker apresentou seu avião, de Spin (a Aranha) à população voando ao redor da Igreja de São Bavão no dia da Rainha.
Mais tarde, a expansão da cidade foi para o sul (Schalkwijk) e para o leste (Waarderpolder). Em 1932, Vroom & Dreesmann, um varejista holandês construiu uma loja de departamentos em Verwulft. Muitos prédios foram demolidos, exceto uma pequena farmácia de esquina, "Van der Pigge", que se recusou a ser comprada e agora está encapsulada pelo prédio V&D. Portanto, os locais também os chamam de 'David e Golias'.

### Haarlem na Segunda Guerra Mundial

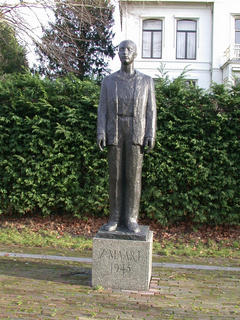
"Homem na frente de um pelotão de fuzilamento", memorial de Mari Andriessen para comemorar 15 vítimas inocentes escolhidas aleatoriamente que foram baleadas lá pelas forças de ocupação alemã em 7 de março de 1945, Dreef, Haarlem

De 17 a 21 de setembro de 1944, os alemães evacuaram partes de Haarlem-Noord (ao norte de Jan Gijzenvaart) para abrir caminho para uma linha defensiva. O estádio do HFC Haarlem, clube de futebol, foi demolido. Centenas de pessoas tiveram que deixar suas casas e foram obrigadas a ficar com outros cidadãos.
De 22 de setembro de 1944 até o fim da guerra, o gás estava disponível apenas duas horas por dia. A eletricidade parou no dia 9 de outubro. Os ocupantes alemães construíram uma espessa parede preta em Haarlemmerhout (no sul da cidade), bem como Jan Gijzenvaart na área evacuada. A muralha chamava-se Mauer-muur e destinava-se a ajudar a defender a cidade.
Em fevereiro de 1944, a família de Corrie ten Boom foi presa pelos nazistas; eles haviam escondido judeus e trabalhadores da resistência holandesa do ocupante alemão durante a guerra.
Durante a Segunda Guerra Mundial, a heroína holandesa Hannie Schaft, que trabalhava para um grupo de resistência holandesa; ela foi capturada e executada pela ocupação alemã pouco antes do fim da guerra em 1945. Apesar de seus esforços e dos de seus colegas e famílias particulares, como o Ten Booms, a maioria dos judeus em Haarlem foram deportados , a sinagoga de Haarlem foi demolida e o hospital judeu foi anexado pelo Hospital St. Elisabeth. Várias famílias de Haarlem, fossem elas politicamente ativas no Partido Nacional Socialista (NSB) ou não, sofreram ataques aleatórios, conforme descrito pelo escritor de Haarlem Harry Mulisch em seu livro De Aanslag. Os Haarlemmers sobreviveram durante o Inverno da Fome comendo bulbos de tulipa armazenados em galpões nos campos arenosos ao redor da cidade.

### Depois da Segunda Guerra Mundial
Após a guerra, grande parte da grande indústria mudou-se para fora da cidade, como a Joh. Enschedé. O centro da indústria e da navegação mudou definitivamente para Amsterdã. Embora a população tenha sido dizimada pela fome, uma nova onda de imigrantes das ex-colônias indonésias invadiu a cidade. Isso trouxe alguns fundos do governo para projetos de construção. Em 1963, um grande número de casas foi construído em Schalkwijk.

## Economia

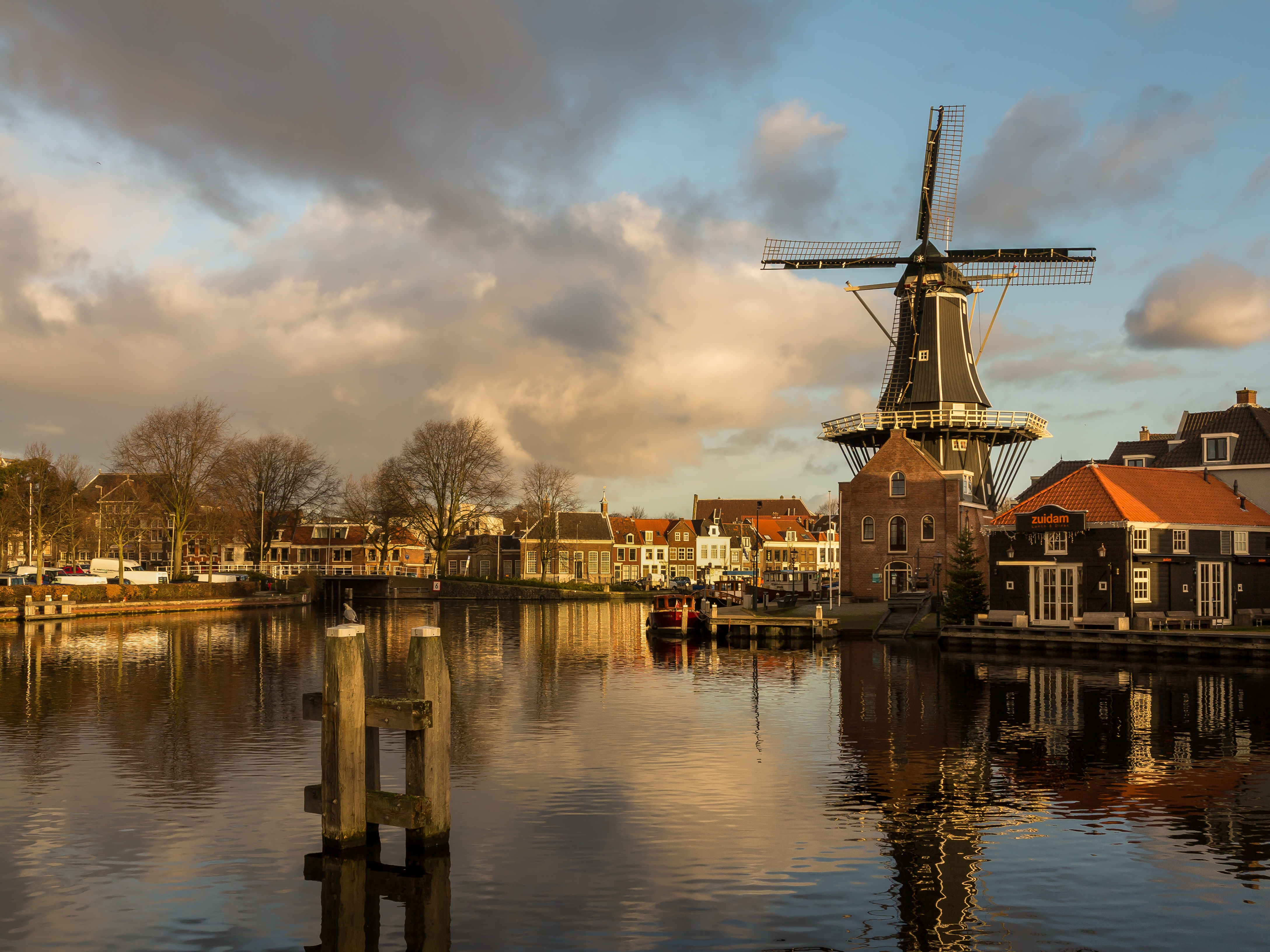
Moinho De Adriaan em Haarlem.

A economia desta cidade holandesa está centrada nas indústrias floral (tulipas), cervejeira, têxtil e chocolateira.

## Religião

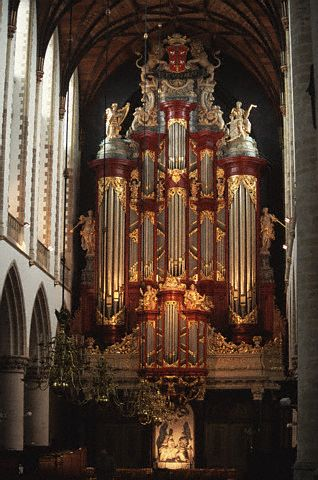
Órgão de Tubos em Igreja de São Bavão em Haarlem. Mozart uma vez tocou este órgão.

Haarlem tem uma igreja paroquial cristã desde o século IX. Esta primeira igreja era uma "igreja filha" de Velsen, que foi fundada em 695 por St. Willibrord. Era uma igreja de madeira no local da atual Grote Kerk na Grote Markt (praça do mercado central). Haarlem recebeu sua primeira indulgência conhecida por Clemente V em 1309, durante o Papado de Avignon. Em 1245, Haarlem recebeu direitos de cidade como resultado do crescimento populacional e a igreja foi ampliada. Mais tarde, após os incêndios de 1347 e 1351, Haarlem recebeu novamente uma indulgência Porciúncula em 1397 para financiar a reconstrução da igreja. Essa clemência seria usada repetidamente ao longo dos séculos para financiar atividades de expansão e restauração.
Ter obtido os direitos papais de Avignon foi talvez a razão pela qual os laços com Roma nunca foram muito fortes em Haarlem, já que o edifício mais comumente chamado de "Catedral" no centro da cidade teve apenas uma catedral durante 19 anos, de 1559 a 1578. Este Grote Kerk ou Sint-Bavokerkera originalmente uma igreja paroquial dedicada a Maria, mas mais tarde recebeu o nome do santo padroeiro de Haarlem, São Bavão, que regularmente descia do céu para libertar os Haarlemmers dos invasores, mais recentemente quando os Kennemers e West-Friesian atacaram em 1274. Supostamente, foi assim que o grito de guerra de Haarlem se originou "Sint Bavo voor Haarlem", que foi usado durante o cerco contra os espanhóis em 1572 que acabou resultando em uma cátedra clandestina chamada Sint Josephstatie, em Goudsmitsplein.

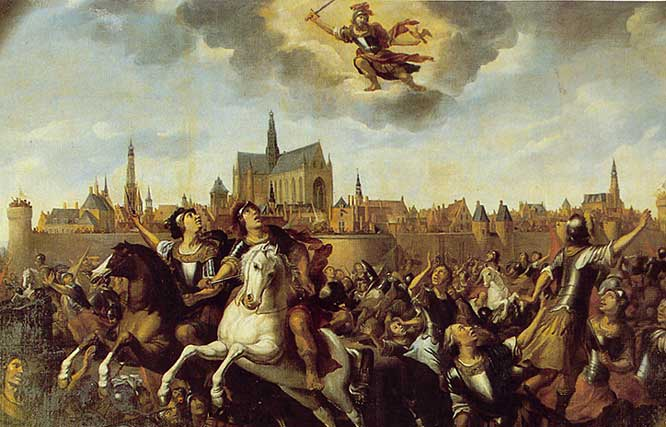
São Bavão salva Haarlem dos Kennemers. Datado de 1673, mas com uma legenda de 1274. Ao fundo você pode ver o Sint-Bavokerk (Grote Kerk).

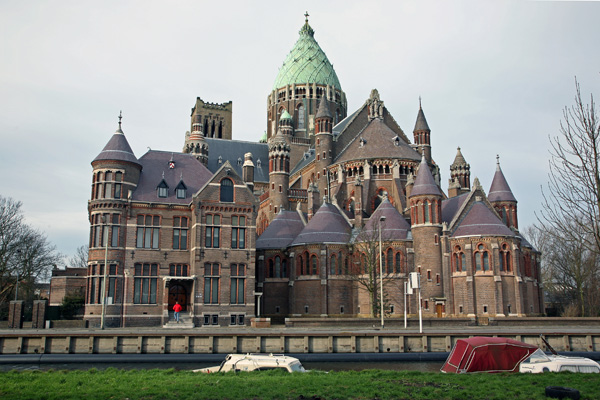
Igreja de St. Bavo

A católica romana paróquia de Haarlem tornou-se uma diocese em 1559 (Dioecesis Harlemensis) e o primeiro bispo de Haarlem foi Nicolaas van Nieuwland (nascido em 1510). Ele aceitou o cargo em 6 de novembro de 1561. Em 1569, o duque de Alba o aconselhou a renunciar por causa de sua reputação de bebedor (Dronken Klaasje). Ele tinha boas razões para afogar suas mágoas, pois temia os invasores católicos espanhóis tanto quanto os reformadores nativos holandeses. O Grote Kerk foi inicialmente salvo do iconoclasma, porque o prefeito da cidade ordenou que a igreja fosse fechada por vários meses em 1566. Isso deu aos vários grupos de Haarlem tempo para remover silenciosamente muitos dos tesouros da igreja e escondê-los. com segurança em capelas subterrâneas. Todos os símbolos e estátuas ligados à fé Católica Romana foram removidos da catedral. Como muitos grupos já tinham suas próprias capelas no Grote Kerk, isso foi realizado de maneira ordenada. No entanto, depois que o cerco de Haarlem foi perdido, o exército espanhol restaurou a iconografia católica romana. As guildas tiveram que restaurar seus antigos altares, com muito custo. Como Haarlem ficou muito pobre após o cerco, isso fez com que muitas das capelas e outras igrejas católicas fossem abandonadas e usadas para outros fins. O Bakenesserkerk, onde 1.500 soldados foram detidos antes de serem mortos pelos espanhóis após sua vitória, foi usado para armazenar turfa por cinquenta anos.
Van Nieuwland foi sucedido por Godfried van Mierlo, o último bispo em comunhão com Roma que Haarlem conheceria por 300 anos. Em 1578, após a derrota dos espanhóis, a igreja foi atacada no dia de Sacramento (29 de maio), desta vez por soldados de Príncipe de Orange. Um dos padres foi morto e muitos objetos da igreja foram destruídos. Este evento, chamado Meio-dia de Haarlemse, obrigou o bispo a fugir da cidade. Muitos tesouros ainda estavam seguros a 500 metros de distância na igreja católica subterrânea. O conselho confiscou a Igreja de São Bavão e todas as suas igrejas filhas, e então as converteu aos princípios da Igreja Reformada evangélica. O novo (e atual) nome passou a ser Grote Kerk. Velhos católicos e luteranos, embora oficialmente tolerados, passaram à clandestinidade. Tanto os protestantes quanto os católicos achavam que, quando toda a agitação política diminuísse, os católicos poderiam recuperar o controle de "sua" igreja. No entanto, os protestantes holandeses também haviam removido todos os católicos do governo local e temiam que teriam que pagar indenização aos católicos se pudessem ter suas próprias igrejas novamente. Em toda a Holanda, novas igrejas católicas, chamadas de "igrejas Waterboard", foram subsidiadas por sua semelhança com as estações de bombeamento Waterboard (foram projetadas pelo mesmo arquiteto no estilo neoclássico), e em Haarlem, elas construiu o Igreja de São José no Jansstraat em 1841. Somente em 1853 um novo bispo católico romano foi instalado nela. À medida que esta igreja crescia, uma nova catedral, novamente chamada de Catedral de São Bavo, foi construída no Leidsevaart (canal para Leiden) em 1898. O Bispo de Haarlem tem uma residência formal no canal Nieuwe Gracht.
Ainda existe uma pequena comunidade judaica com sua própria sinagoga.
O Museu Frans Hals, que era o museu municipal de Haarlem, ainda hoje tem em sua coleção muitas peças confiscadas das igrejas durante o Meio-dia de Haarlemse.

### Festivais
Todos os anos, em abril, acontece o bloemencorso (desfile das flores). Carroças decoradas com flores vão de Noordwijk a Haarlem, onde ficam em exibição por um dia. No mesmo mês, um parque de diversões também é organizado no Grote Markt e Zaanenlaan em Haarlem-Noord. Outros festivais também são realizados no Grote Markt, notavelmente o anual Haarlem Jazz & More (anteriormente conhecido como Haarlem Jazzstad), um festival de música e Haarlem Culinair, um evento culinário, bem como o bianual Haarlemse Stripdagen (Dias de quadrinhos do Haarlem).
Bevrijdingspop é um festival de música para celebrar a libertação holandesa dos nazistas após a Segunda Guerra Mundial. Acontece todos os anos em 5 de maio, dia em que a Holanda foi libertada em 1945, no Haarlemmerhout. O Haarlemmerhoutfestival, que é um festival de música e teatro, também é realizado todos os anos no mesmo local.

### Esportes

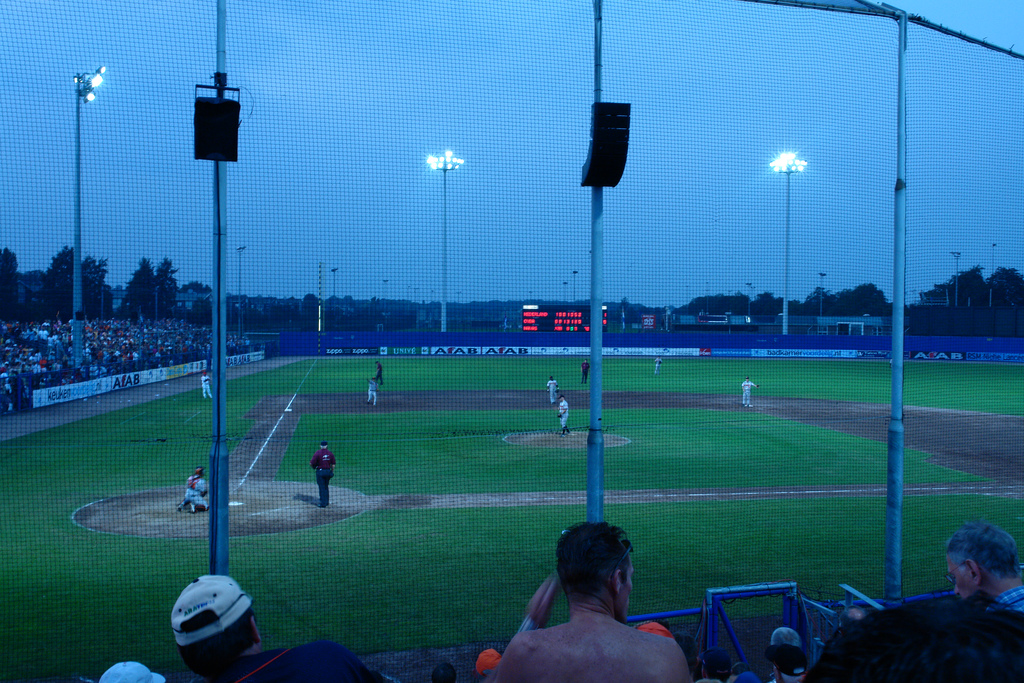
Haarlem Baseball Week 2006 no Estádio Pim Mulier

Haarlem tem muitos clubes esportivos diferentes que praticam uma grande variedade de esportes.
Existem vários clubes amadores de futebol. Haarlem também tinha um clube de futebol profissional, o HFC Haarlem, que faliu em janeiro de 2010. Outro clube de futebol baseado em Haarlem que ainda existe é o Koninklijke HFC (Royal Haarlemsche Football Club). Foi fundado por Pim Mulier em 1879 como o primeiro clube de futebol da Holanda, tornando-se o clube mais antigo da história holandesa.
O clube de tênis HLTC Haarlem, fundado em 1884, e a associação de judô Kenamju, fundada em 1948, também são os clubes holandeses mais antigos em seus esportes. RFC Haarlem é um clube de rugby.
Haarlem também é conhecido por sediar vários torneios esportivos internacionais: a Haarlemse Honkbalweek (Haarlem Baseball Week), um evento beisebol realizado a cada dois anos no Estádio Pim Mulier (em homenagem a Pim Mulier), e o Haarlem Basketball Classic, um evento basketball. Haarlem também sediou o Campeonato Mundial de Softbol Feminino de 2014.
A primeira partida internacional de bandy foi disputada entre Haarlem e Bury Fen Bandy Club em 1891.

## Monumentos e locais de interesse
A cidade é famosa por seus muitos hofjes: asilos construídos ao redor de pátios. Estes eram principalmente hospícios privados para velhas solteiras. Hoje permanecem 19 hofjes em Haarlem, muitos abertos ao público nos fins de semana. Muitos hofjes ainda pertencem às fundações originais e ainda são usados para mulheres solteiras idosas.

### Museus

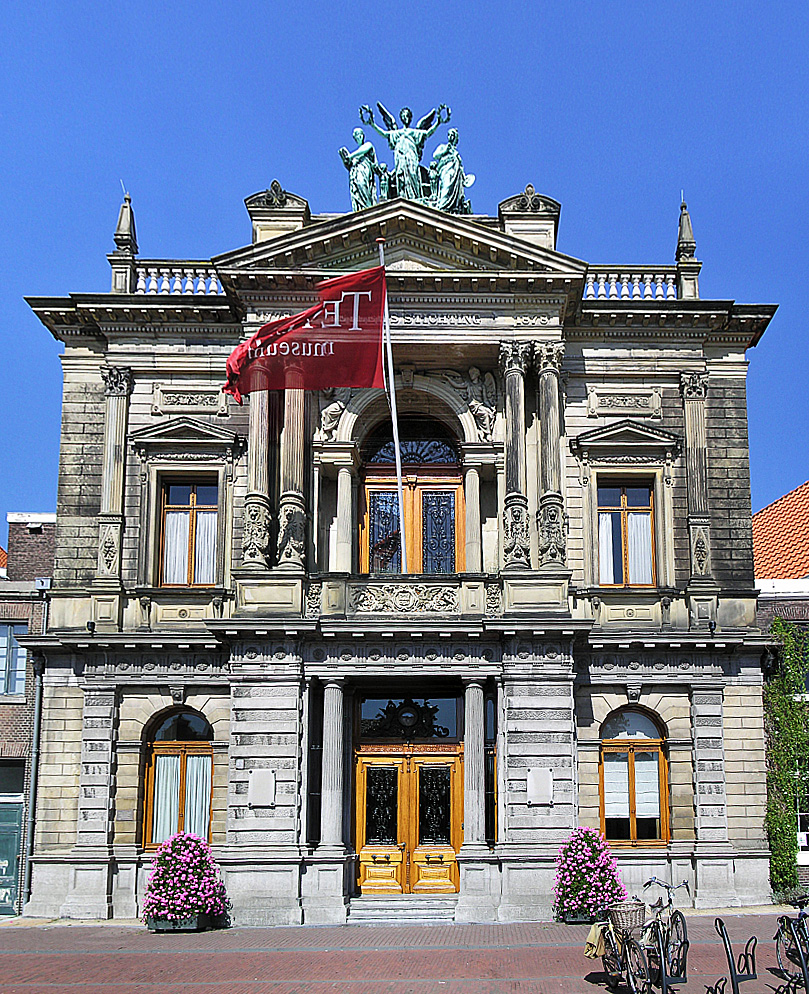
Museu Teylers em Haarlem

Existem vários museus em Haarlem. O Teylers Museum está localizado no rio Spaarne e é o museu mais antigo da Holanda. Seus principais temas são arte, ciência e história natural, e ele possui várias obras de Michelangelo e Rembrandt. Outro museu é o Frans Hals Museum de artes plásticas, cuja localização principal abriga pinturas de mestres holandeses e suas salas de exibição no Grote Markt que abriga uma galeria de arte moderna chamada De Hallen. Também no Grote Markt, no porão do Vleeshal está o Archeologisch Museum Haarlem, enquanto do outro lado da praça, aos sábados, o edifício Hoofdwacht está aberto com exposições sobre a história de Haarlem.
As principais visitas de interesse são dois museus:
- Museu Teylers (Museu Teylers). É o museu mais antigo da Holanda. É dedicado às artes e ciências.
- Frans Hals Museum (Museu Frans Hals), dedicado a obras de Frans Hals e outros pintores da Era de Ouro da pintura holandesa.

Outros museus são o Barrel Organ Museum Haarlem, Het Dolhuys (um museu de psiquiatria), o Ten Boom Museum (um esconderijo para os judeus na Segunda Guerra Mundial) e o Museu Histórico de Haarlem, em frente ao Museu Frans Hals.

### Teatros

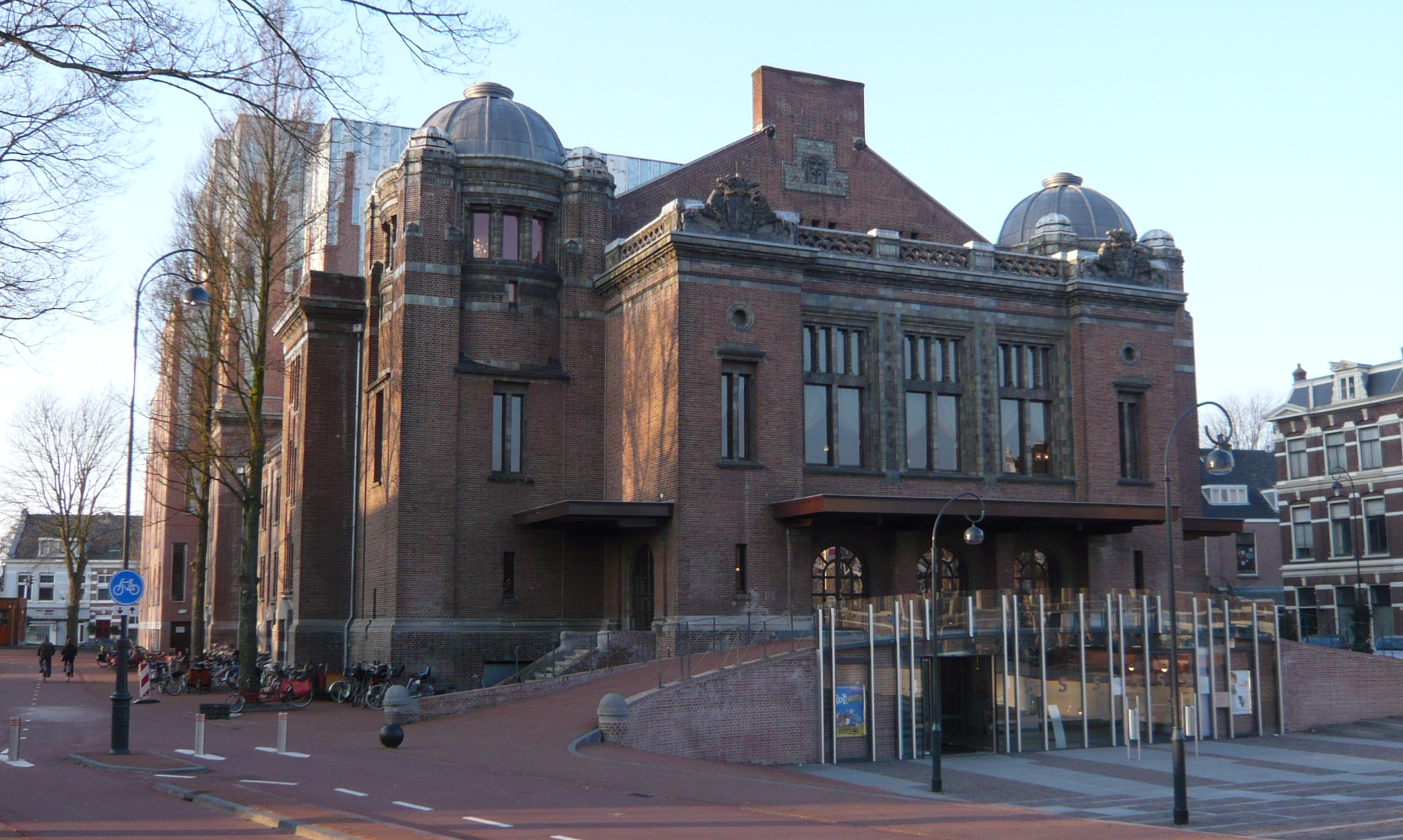
Stadsschouwburg, teatro em Wilsonplein

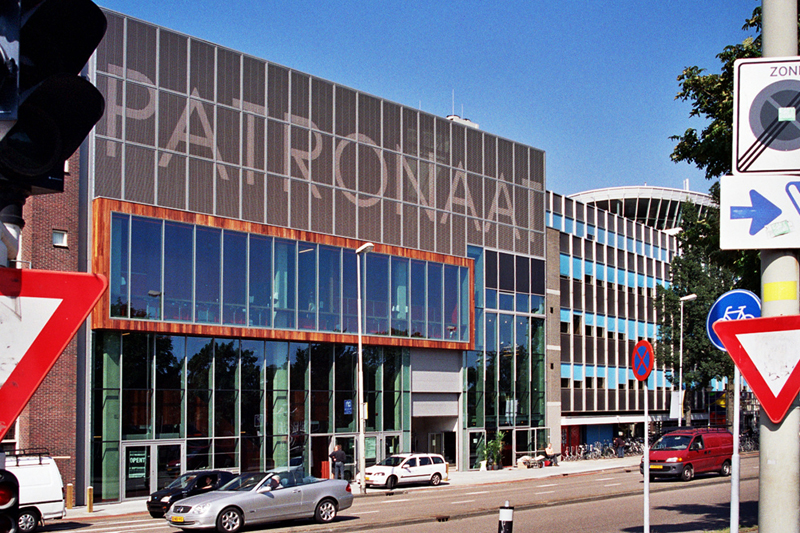
Patronaat pop music hall

A cidade contém vários teatros, um cinema e outras atrações culturais. A Philharmonie é uma sala de concertos no centro da cidade perto do Grote Markt. Próximo a ele está o teatro Toneelschuur, que também tem alguns cinemas (muitas vezes referidos como Filmschuur). O Stadsschouwburg em Wilsonsplein reabriu em 2008 após uma grande reforma e tem capacidade para 698 pessoas. >
O Cinema Palace foi fundado em 1915 e era um dos cinemas mais antigos da Holanda. Fechou permanentemente em 15 de janeiro de 2011.> O cinema Brinkmann, localizado no Grote Markt, fechou em 1º de fevereiro de 2012. O único cinema em Haarlem é Pathé Haarlem, localizado no shopping center Raaks Recém-construído. Este cinema foi inaugurado em 5 de julho de 2011.
O Patronaat é um salão de música pop, um dos maiores do gênero na Holanda. É uma casa noturna popular entre muitos residentes da cidade e outros.
- Praça Principal Grote Markt, com, entre outros, a Prefeitura, a Vleeshal, a Hoofdwacht e a igreja principal ou Saint Bavo (Grote de Sint-Bavokerk). Também está a estátua de Laurens Janszoon Koster.
- Catedral de Saint Bavo, nos arredores.

### Edifícios e localizações

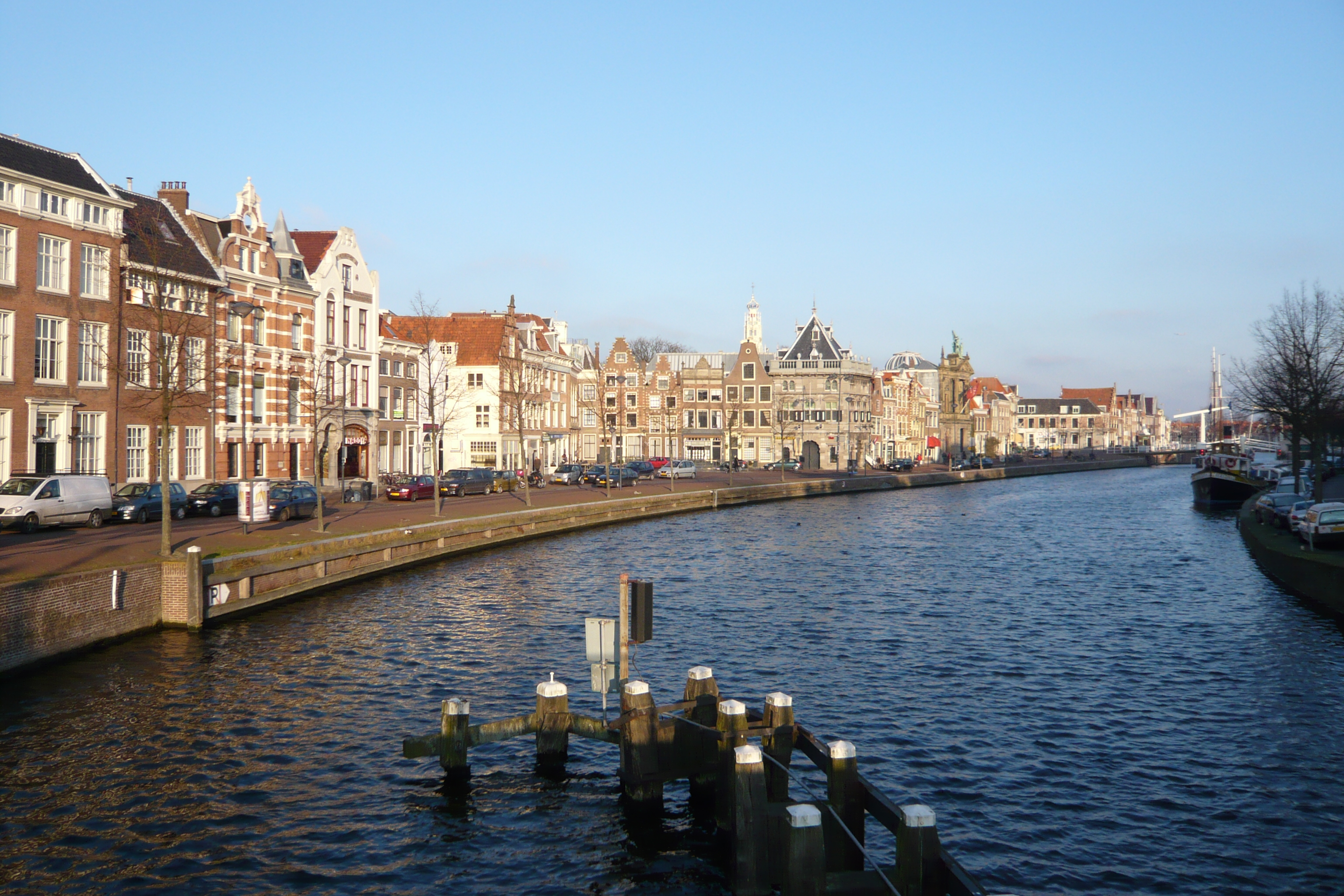
Rio Spaarne através de Haarlem

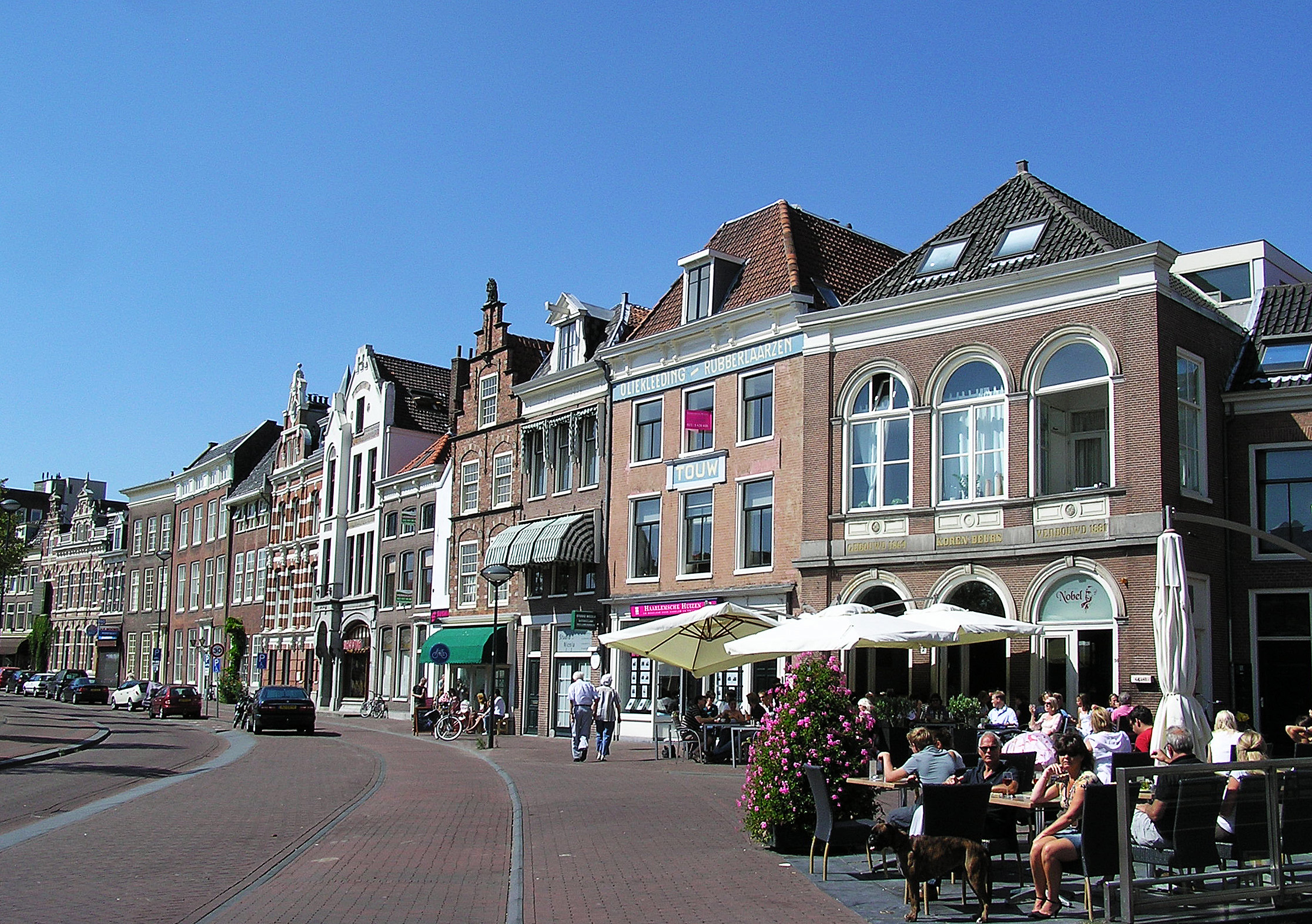
A rua de Donkere Spaarne perto do rio Spaarne

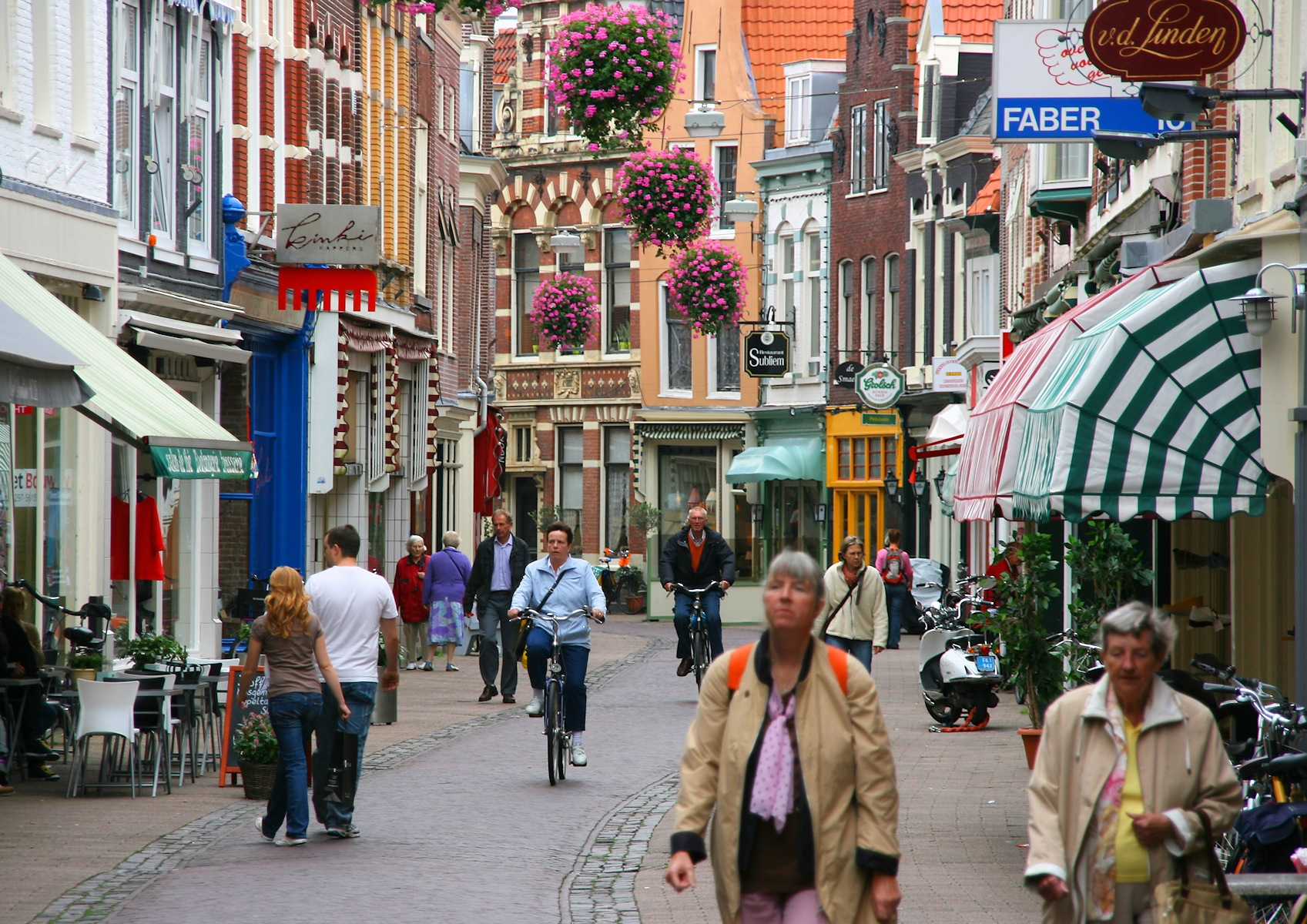
Rua Kleine Houtstraat no verão

Desde o século XVIII, Haarlem historicamente teve mais museus per capita do que qualquer outra cidade da Holanda. Também tem o maior número de "museus desaparecidos" por habitante.

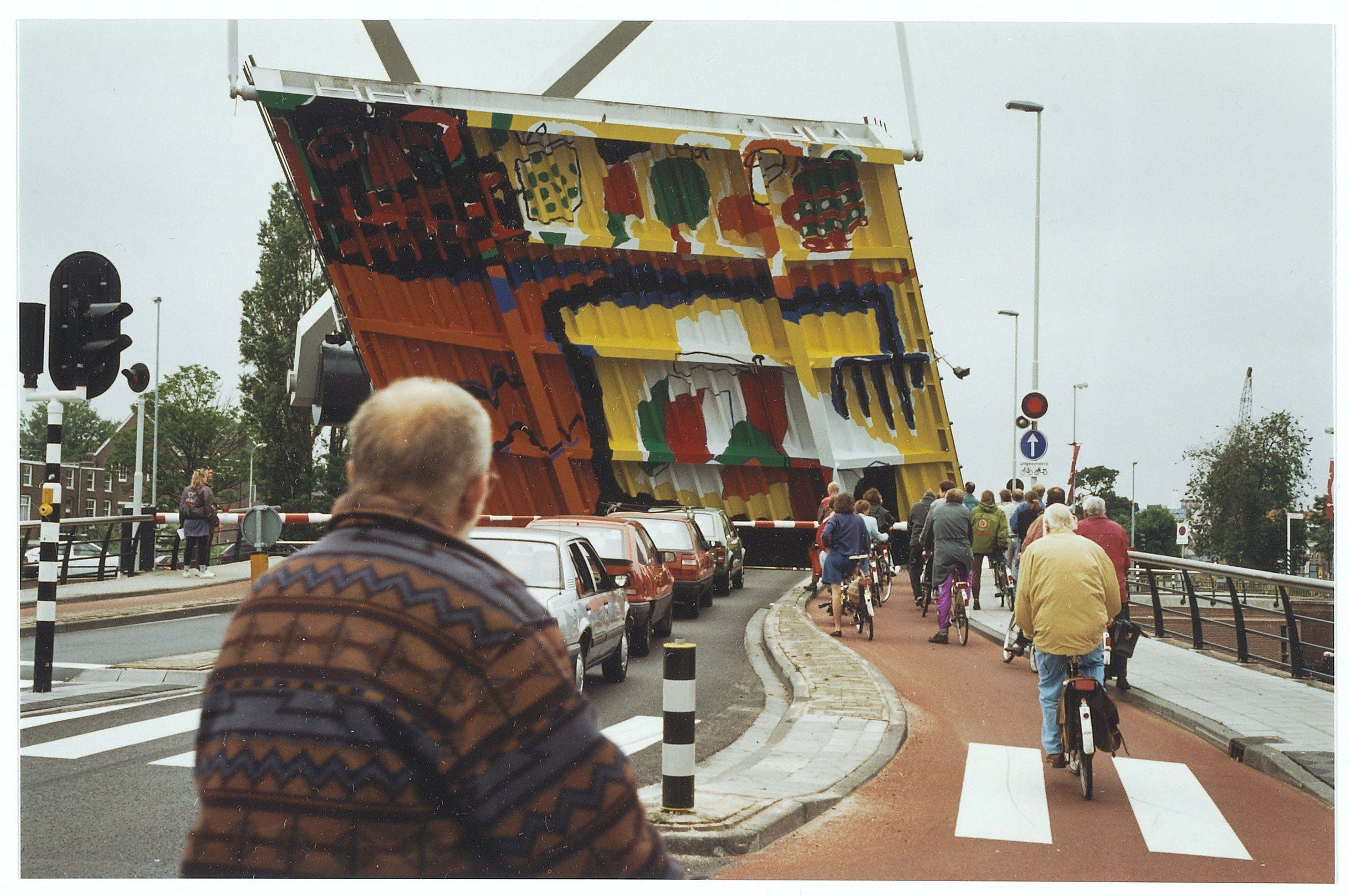
Lange Brug (Long Bridge), na linguagem popular também conhecido como "de verfroller" ("o rolo de pintura").

- A cidade é notável por seus muitos hofjes: asilos construídos ao redor de pátios. Estas eram principalmente casas financiadas por particulares para mulheres solteiras idosas. Hoje existem 19 hofjes em Haarlem; muitos abertos ao público durante a semana. Muitos hofjes ainda pertencem às fundações originais e ainda são usados principalmente para mulheres solteiras mais velhas.
- O Grote Markt (praça do mercado central), com:
  - a Prefeitura
  - o Vleeshal ou mercado de carne (lar de dois museus)
  - o Hoofdwacht
  - o Grote Kerk ou Sint-Bavokerk (Igreja de São Bavão)
- Stadsbibliotheek Haarlem, Biblioteca Pública do Haarlem, um marco histórico
- O Janskerk tem uma área de exposição no antigo coro
- Ruína do castelo Huis ter Kleef
- O Teylers Museum é o museu mais antigo da Holanda
- Museu Frans Hals de Arte
- Museu de História de Haarlem
- O Ten Boom Museum
- Het Dolhuys, Museu de Psiquiatria
- Moinho de vento De Adriaan
- O portão da cidade no Porto Amsterdamse
- Teatro De Toneelschuur
- Villa Welgelegen (partes abertas ao público)
- Parque Haarlemmerhout
- O bairro de Bosch e Vaart
- Os edifícios monumentais da Stedelijk Gymnasium Haarlem Haarlem Latin School, também sede do Haarlem Model United Nations
- A estação ferroviária de Haarlem, estilo Art Nouveau

## Transporte

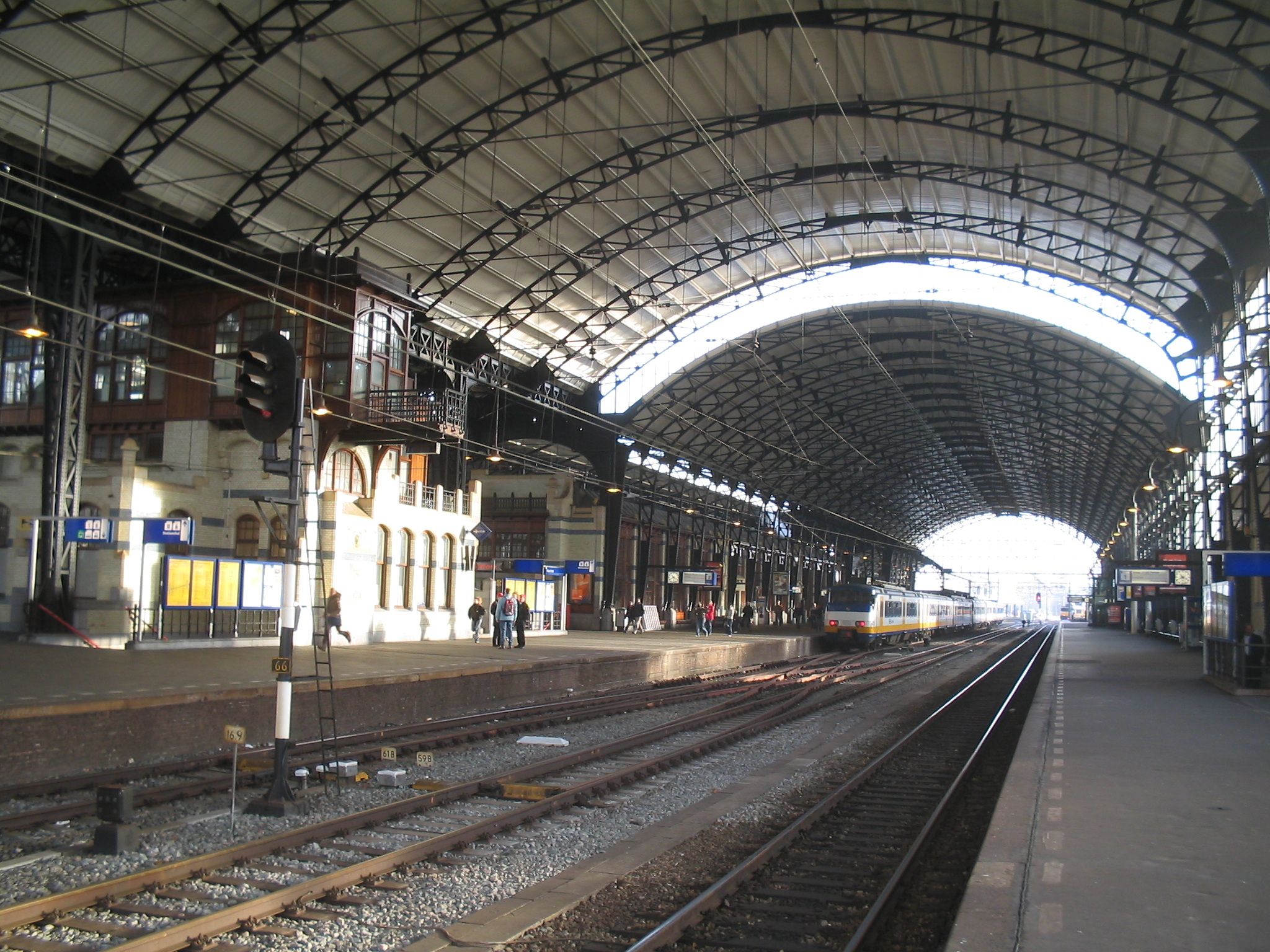
Estação ferroviária de Haarlem

Station Haarlem, construída em 1906, é uma das estações de trem mais antigas da Holanda. Substituiu a estação original em Oude Weg datada de 1839, que foi uma das duas primeiras estações na Holanda como parte da a mais antiga linha ferroviária holandesa entre Amsterdã e Haarlem.
Haarlem é servida por duas estações de trem da Nederlandse Spoorwegen (ferrovias holandesas). De Station Haarlem há 8 trens por hora para Amsterdam Centraal, com um tempo de viagem de 15-20 minutos, 6 trens por hora para Leiden e Haia (duas estações) e 2 trens por hora para Zandvoort aan Zee. No leste de Haarlem, há Haarlem Spaarnwoude, que tem 4 trens por hora para Amsterdã.
A cidade também tem várias linhas de ônibus Connexxion. Esses ônibus atravessam uma grande região ao redor de Haarlem, incluindo Amsterdam. Há também um bus rapid transit especial, chamado Zuidtangent que é operado pela Connexxion. Este ônibus vai de Haarlem para o sudeste de Amsterdã via Aeroporto de Schiphol.

## Governo local

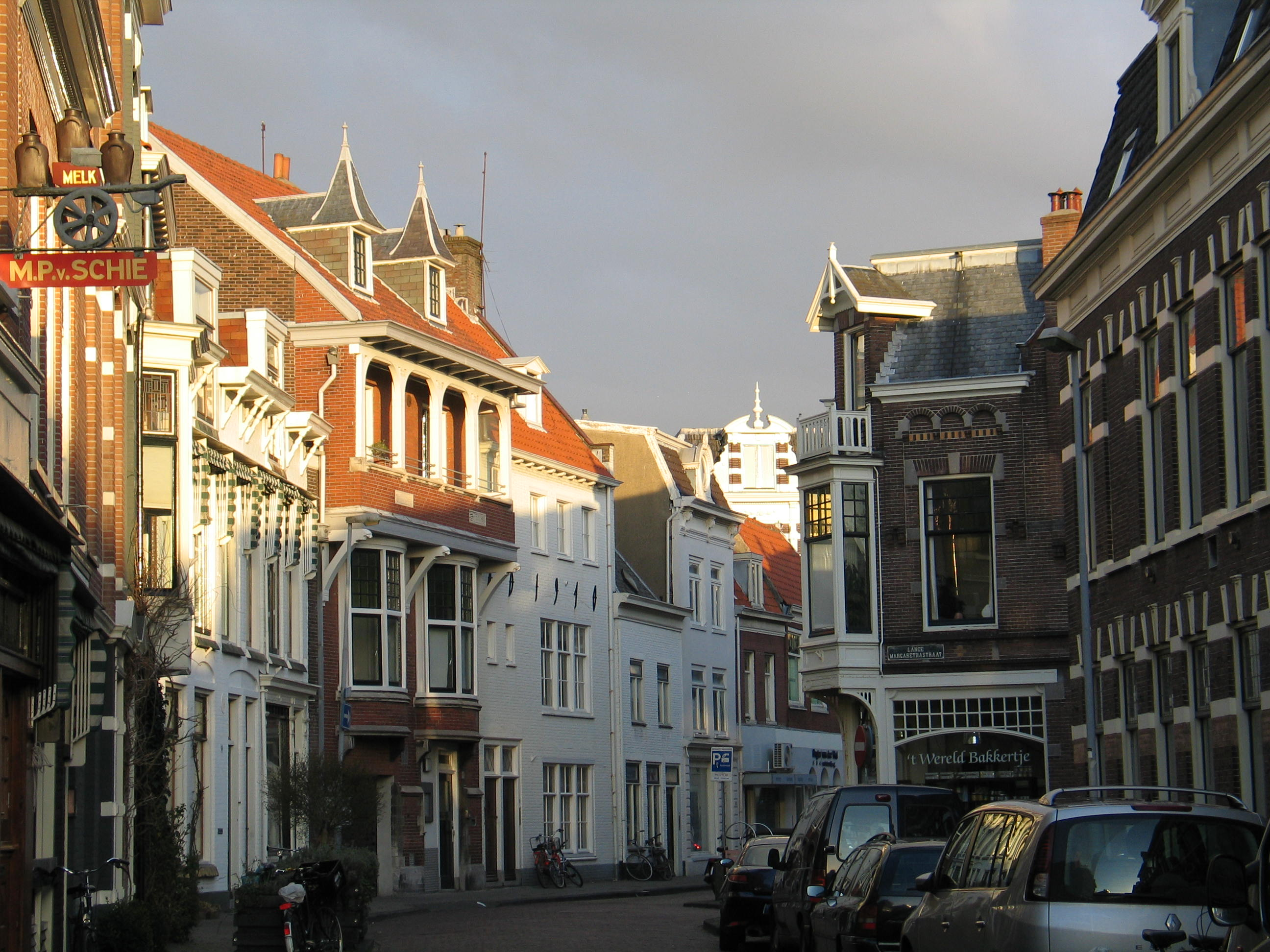
Rua em Haarlem

O conselho municipal de Haarlem consiste em 39 assentos, que são divididos da seguinte forma:
- D66 – 5 assentos
- PvdA – 6 assentos
- GroenLinks – 9 assentos
- VVD – 4 assentos
- SP – 2 assentos
- CDA – 4 lugares
- ChristenUnie – 1 lugar
- Actiepartij – 1 lugar
- Liberal Haarlem - 1 assento

### Polícia e aplicação da lei
Os serviços policiais em Haarlem são fornecidos pelo Kennemerland Police Corps. A cidade de Haarlem também emprega policiais municipais uniformizados. Suas funções consistem em estacionamento, saneamento, tráfego, aplicação de licenças e patrulhas em toda a cidade.

## Diversos

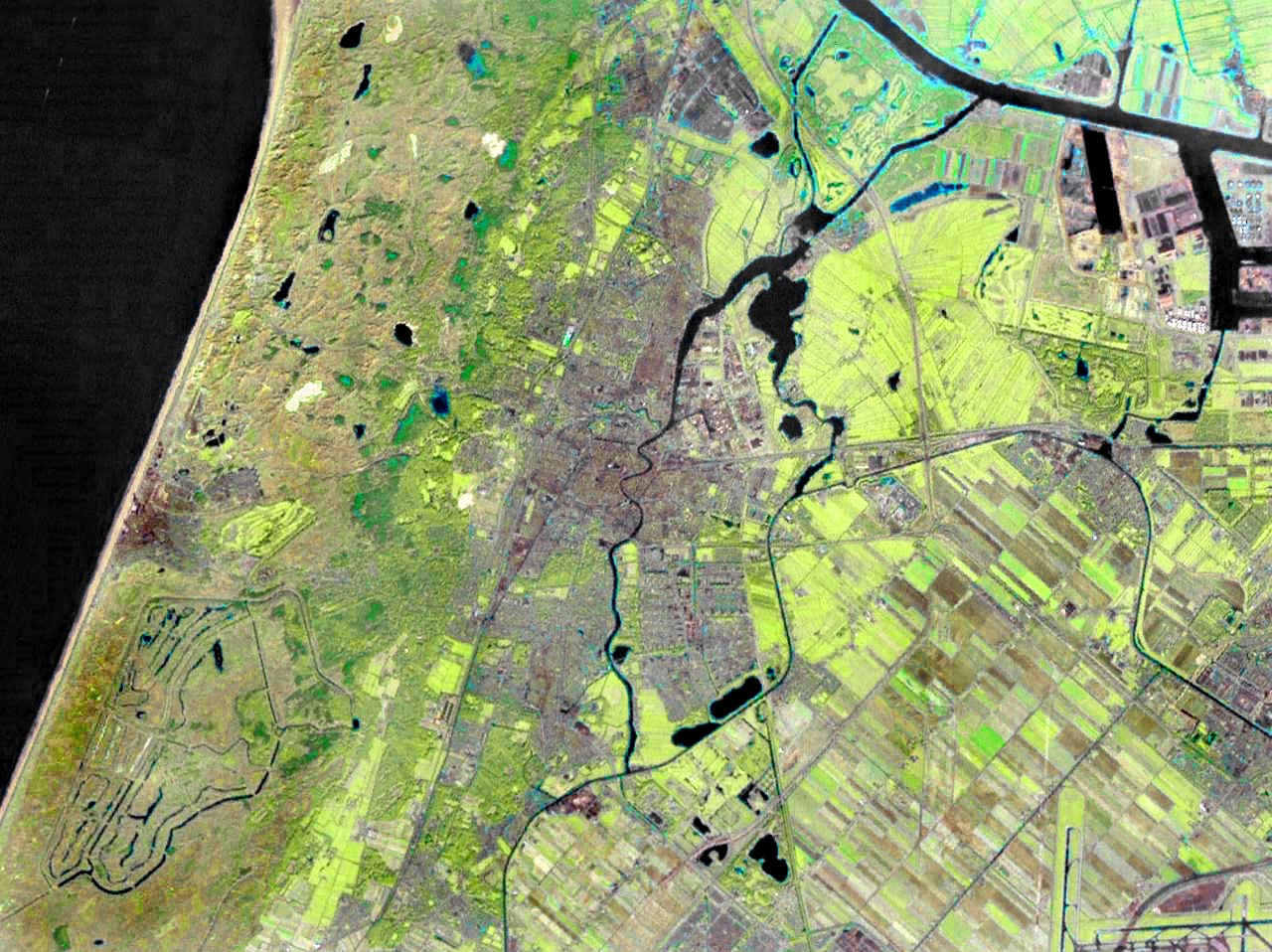
Imagem de satélite de Haarlem

### Cerveja local
A fabricação de cerveja tem sido uma indústria muito importante para Haarlem desde o século XV, quando havia nada menos que 100 cervejarias na cidade. Quando o 750º aniversário da cidade foi comemorado em 1995, um grupo de entusiastas recriou uma cerveja original de Haarlem e a fabricou novamente. A cervejar é chamada Jopenbier, ou Jopen para abreviar, o nome de um antigo tipo de barril de cerveja.

### Harlem, Manhattan
Em 1658, Peter Stuyvesant, o Diretor Geral da colônia holandesa de Nieuw Nederland (Nova Holanda), fundou o assentamento de Nieuw Haarlem na parte norte de a Ilha de Manhattan como um posto avançado de Nieuw Amsterdam (Nova Amsterdã) na ponta sul da ilha. Depois da captura inglesa da Nova Holanda em 1664, a nova adminsitração colonial inglesa mudou o nome de sua colônia e cidade principal para New York (Nova Iorque), deixando o nome de Haarlem pouco alterado. A ortografia mudou para Harlem de acordo com o uso contemporâneo do inglês, e o bairro cresceu (como parte do bairro de Manhattan) para se tornar o centro vibrante de Afro-americano cultura na cidade de Nova York e nos Estados Unidos em geral no século XX.

### "Lautje", Estátua no Grote Markt
Na praça principal, Grote Markt, está uma estátua de Laurens Janszoon Coster, apelidada de 'Lautje' pelos habitantes locais. Laurens Janszoon Coster é creditado como o inventor de uma impressora que usa tipos móveis, já que ele a inventou simultaneamente com Johannes Gutenberg, mas apenas algumas pessoas acreditam nisso. No passado, a estátua foi movida algumas vezes. Já foi do outro lado da praça e até mesmo empoleirado no Riviervismarkt perto da Philharmonie.

### Proibição de anúncios de carne
Haarlem proibirá a maioria dos anúncios de carne em espaços públicos devido ao impacto climático dos alimentos a partir de 2024. É a primeira cidade do mundo a fazê-lo.
Os principais pontos de atracção de Haarlem são:
- O Grote Markt (praça central), conjuntamente com a Camâra Municipal, o Vleeshal, o Hoofdwacht e a Grote ou Sint-Bavokerk
- A Catedral Sint-Bavo
- O Museu Teyler (o museu mais antigo dos Países Baixos)
- O Museu Frans Hals
- O moinho De Adriaan
- A Porta da Cidade: o Amsterdamse Poort
- A estação de comboio (art nouveau ferroviária) de Haarlem

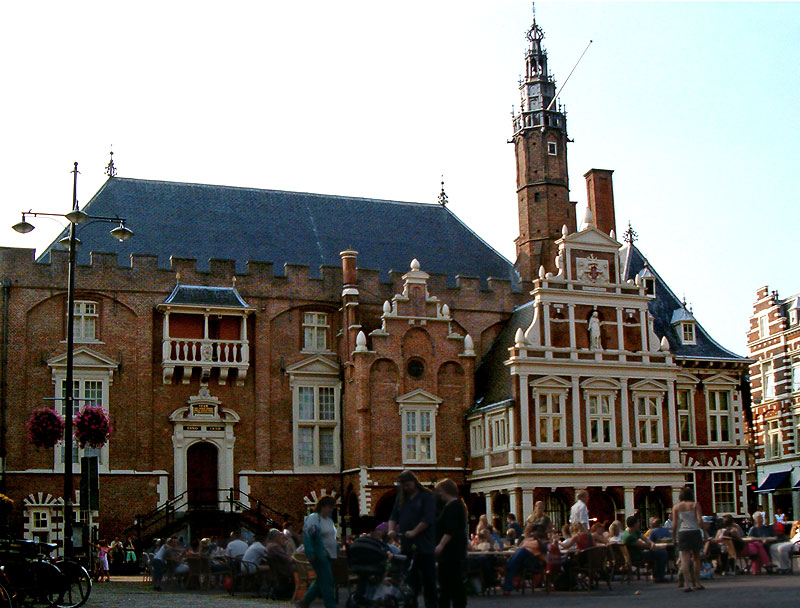
Prefeitura de Haarlem

- O Teatro De Toneelschuur
- A casa de Corrie ten Boom
- A Villa Welgelegen
- Os bairros De Bosch en Vaart

## Cidades irmãs
Haarlem é geminada com:
| - GER Osnabrück, Alemanha, desde 1961 - FRA Angers, França, desde 1964 - EUA Harlem (Nova York), Estados Unidos, desde 2017 - ZIM Mutare, Zimbabwe, desde 1992 |